# T-34
Der T-34 (von russisch танк für Panzer) war ein mittlerer Panzer aus sowjetischer Produktion. Er wurde von 1940 bis 1958 gebaut und von der Roten Armee hauptsächlich im Deutsch-Sowjetischen Krieg eingesetzt. Der T-34 gilt als bekanntester sowjetischer Panzer des Krieges. Seine einfache Bauweise ermöglichte dessen Massenproduktion. Er war mit über 50.000 Exemplaren der meistgebaute Panzer des Zweiten Weltkrieges und mit insgesamt über 80.000 einer der meistgebauten Panzer überhaupt.
Der T-34 war zur Zeit des deutschen Angriffs 1941 allen deutschen Panzern überlegen. In der Panzerschlacht bei Mzensk konnte er seine Überlegenheit erstmals deutlich ausspielen. Von Nachteil waren einige erhebliche taktische Defizite der Konstruktion, wie beispielsweise das Fehlen eines fünften Besatzungsmitgliedes in Person eines Richtschützen oder anfangs das Fehlen von Funkgeräten. Ab 1942/43 vermochten die Deutschen mit dem kampfwertgesteigerten Panzer IV, dem Panther und dem Tiger ihrerseits an Kampfkraft überlegene Panzer ins Feld zu führen, worauf die Sowjets ab 1944 den Panzer zum T-34/85 mit stärkerer Kanone aufwerteten. Die enorme Überzahl der T-34 trug maßgeblich zum Sieg der Roten Armee bei. Nach dem Zweiten Weltkrieg wurde der T-34 in zahlreiche Staaten exportiert und in mehreren anderen Kriegen eingesetzt, vor allem im Koreakrieg und im Nahen Osten.

## Entwicklung
Der T-34 ist eine Weiterentwicklung der älteren BT-Serie. Er basiert auf dem von John Walter Christie entwickelten und nach ihm benannten Christie-Laufwerk. Der Panzer ging aus den Projekten A-20, A-30 und A-32 hervor. Der A-20 hatte noch je vier Laufrollen pro Seite wie die BT-Panzer, beim A-32 wurden erstmals fünf Laufrollen verwendet. Nach einigen Tests zeigte sich, dass der A-32 noch mehr Gewicht tragen konnte. Die Panzerung wurde von 30 auf 45 mm verstärkt. Aufgrund der angespannten außenpolitischen Lage der Sowjetunion wurden die Änderungen angenommen und sofort die Bereitstellung von 200 Panzern gefordert, bevor ein Prototyp existierte.
Darüber, wie der T-34 zu seinem Namen kam, gibt es verschiedene Versionen. Eine davon lautet, dass Chefkonstrukteur Michail Koschkin den Mut aufbrachte, Verteidigungskommissar Kliment Woroschilow zu erklären, dass der Panzer nicht nach ihm, sondern „nach der traditionellen Methode“ benannt werden solle. Er stellte sich den Namen T-34 vor: T für Tank und die 34 für das Jahr 1934, in dem die Verstärkung der Panzertruppe gefordert worden war. Der russisch-kanadische Militärhistoriker Peter Samsonov schreibt dagegen, dass die 34 einfach der nächste freie Index für Prototypen der Fabrik war, die Nr. 33 gehörte zu einem Halbkettenfahrzeug auf Basis des SIS-5.
Nachdem die im Januar 1940 fertiggestellten Prototypen erfolgreich ausgiebigen Tests unterzogen worden waren und als die Konstruktionspläne fertig waren, begann die Serienproduktion. Koschkin starb bereits 1940 an einer Lungenentzündung, nachdem er als Testfahrer für die Endabnahme des T-34 Langstreckenfahrten bei eisiger Witterung unternommen hatte. Die Entwicklungsarbeiten leitete von da an Koschkins Stellvertreter, Alexander Morosow, der zuvor für Motor und Antriebsstrang des Projektes verantwortlich war.

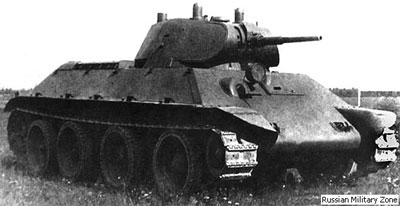
Prototyp A-20
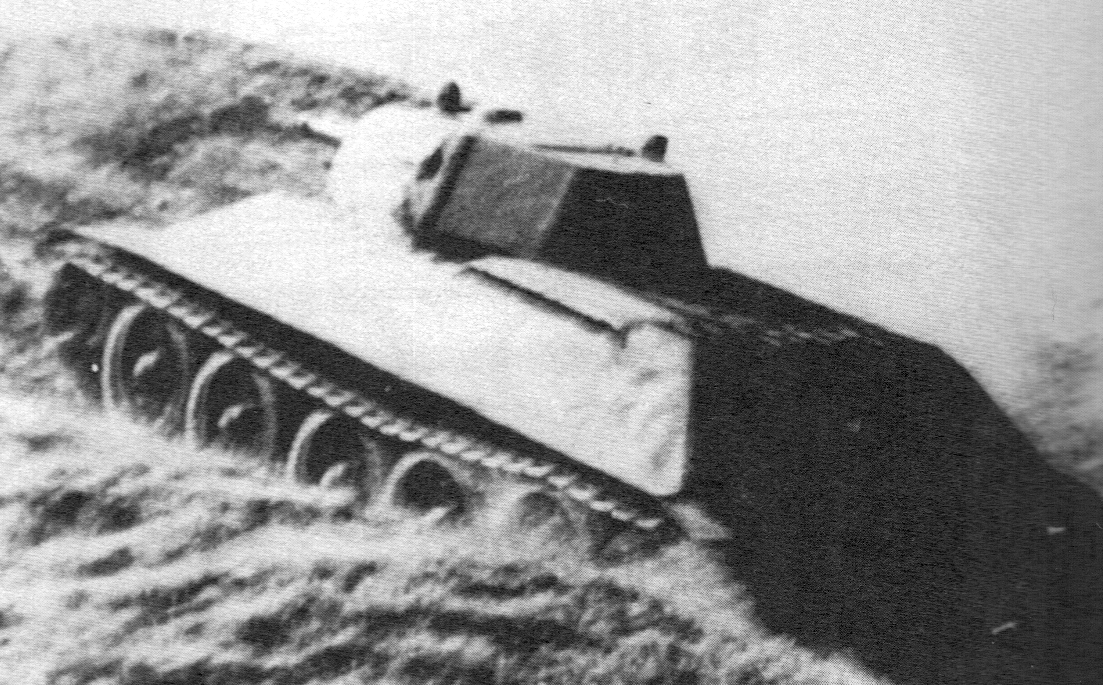
Prototyp A-32
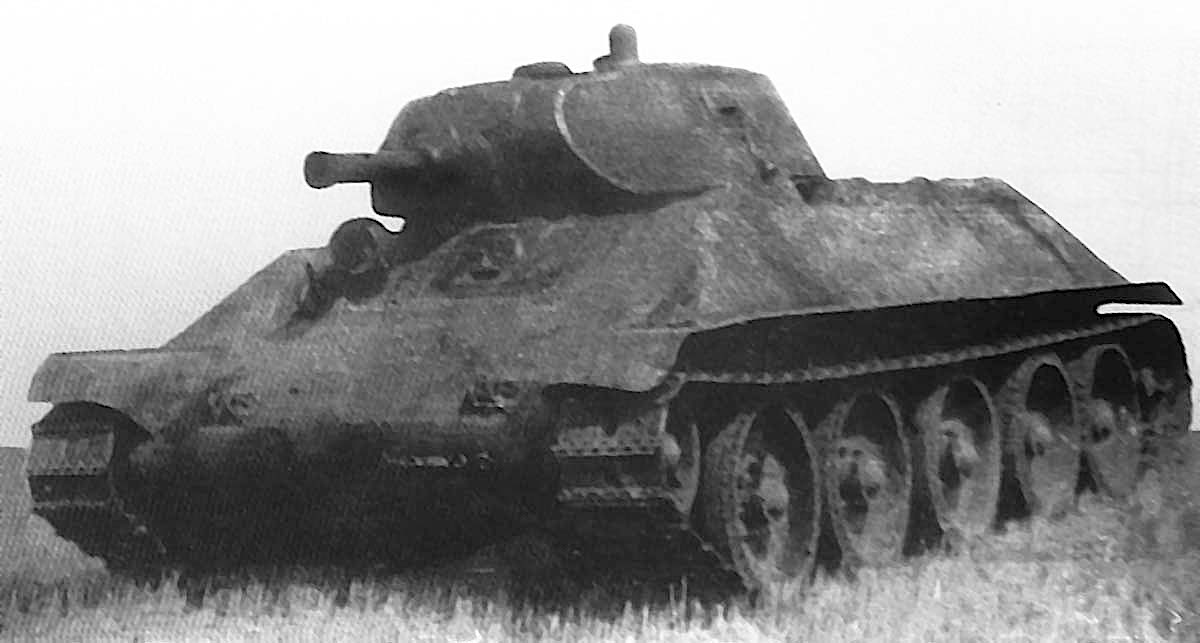
Prototyp A-32 (1939)
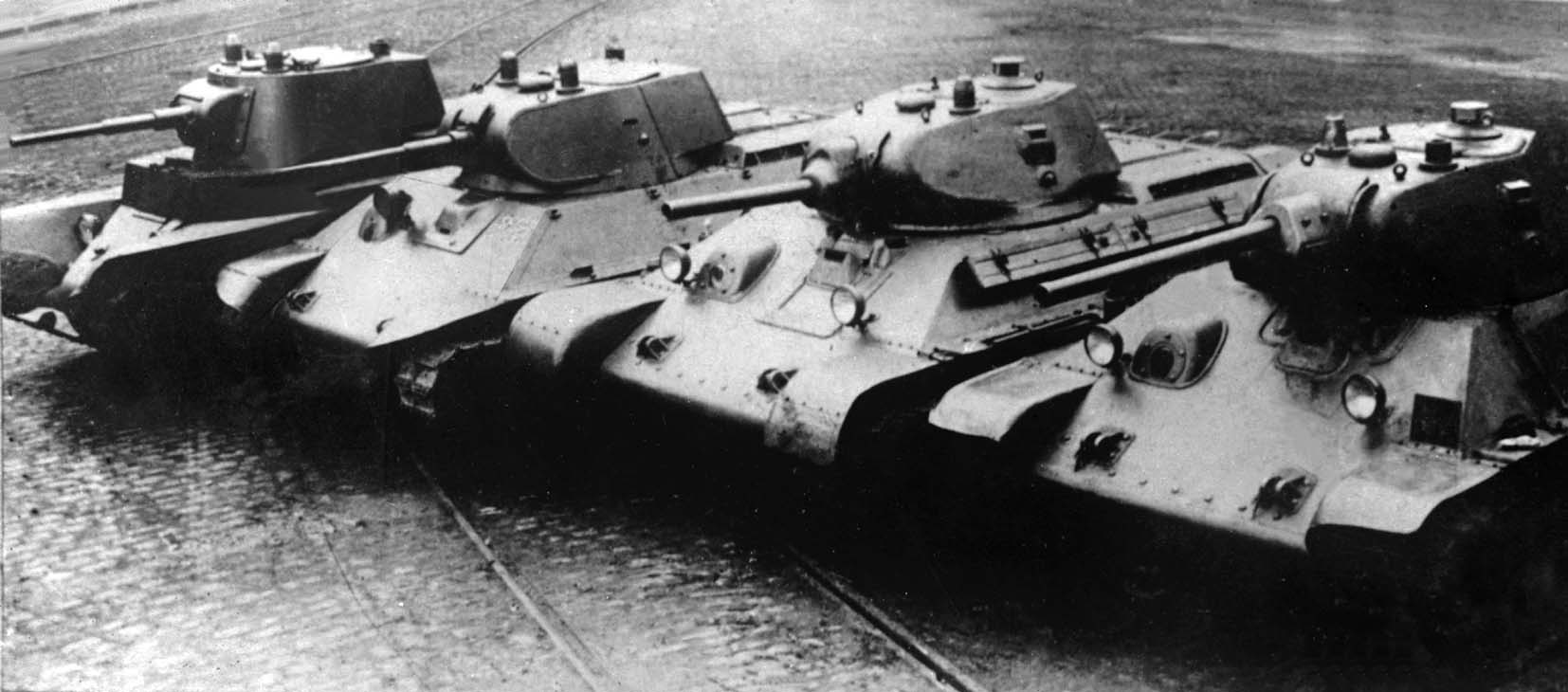
Von links: BT-7, A-20, zwei T-34/76 (Modell 1940 und 41)

### T-34
Die heute allgemein als T-34/76 bezeichneten Modellvarianten des T-34 hießen ursprünglich nur T-34, M19xx. Erst nach dem Erscheinen des T-34/85 wurden sie als T-34/76 bezeichnet. Die ersten 117 Vorserienfahrzeuge baute 1940 das Charkower Lokomotivwerk „Komintern“. 1941 begann die Stalingrader Traktorenfabrik „Dserschinski“ (Сталинградский тракторный завод (СТЗ) имени Ф. Э. Дзержинского) mit der Serienproduktion und stellte 40 Prozent aller T-34 her, bis das Werk im September 1942 mit Beginn der Schlacht von Stalingrad ausfiel. Im Sommer 1941 lief die T-34-Fertigung auch im Tscheljabinsker Traktorenwerk (ab Oktober 1941: Tscheljabinsker Traktorenwerk „Stalin“ – Челябинский тракторный завод им. И. В. Сталина) und dem Maschinenbaukomplex „Krasnoje Sormowo“ (Красное Сормово) in Gorki an. Kurz vor der deutschen Besetzung Charkows im Oktober 1941 wurde das „Komintern“-Lokomotivwerk nach Nischni Tagil verlegt und dort mit der Ural-Waggonfabrik (russisch Уралвагонзавод) zum Ural-Panzerwerk „Stalin“ vereinigt, das insgesamt über 25 000 T-34 auslieferte. Ein weiterer großer Hersteller war Uralmasch (Уральский Машиностроительный Завод) im damaligen Swerdlowsk.
Seine Hauptverwendung fand der T-34 zunächst als Kompanie- und Zugführungspanzer für die in sehr großer Zahl vorhandenen leichten BT-Modelle und T-26. Er wurde zunächst nicht in geschlossenen Verbänden verwendet. Dies erleichterte es dem deutschen Gegner, trotz seines Mangels an geeigneter Panzerabwehr, die einzeln eingesetzten Fahrzeuge zu isolieren und abzuschießen. Technisch war der Schwachpunkt der frühen Versionen das Getriebe, durch dessen Defekte mehr Fahrzeuge verloren gingen als durch Feindeinwirkung. Im Gegensatz zu den deutschen Panzern hatte der T-34 nur vier Mann Besatzung, wobei der Kommandant gleichzeitig als Richtschütze fungieren musste, was den Überblick im Gefecht erschwerte. Hinzu kamen unausgereifte Zielfernrohre und mangelnde Führungsmittel, wie zum Beispiel das anfänglich meist fehlende Funkgerät – zunächst verfügten nur die Kompanieführerpanzer über eines. Erst mit dem Modell 43 stand eine Kommandantenluke zur Verfügung.
Trotzdem wurden schnell die überlegenen Fähigkeiten des Panzers deutlich, vor allem hinsichtlich Mobilität und Panzerschutz. Die deutsche 3,7-cm-Pak konnte der Panzerung des T-34 – abgesehen von Glückstreffern in den Turmdrehkranz – nichts anhaben und wurde deshalb in der Truppe auch sarkastisch als „Heeresanklopfgerät“ bezeichnet. Die 5-cm-KwK L/42 des Panzers III konnte dem T-34 nur an den Seiten und am Heck gefährlich werden. Erst die 7,5-cm-PaK 40 stellte eine wirkungsvolle Abwehrwaffe dar. Auch mit der 8,8-cm-Flak, die als improvisierte PaK zum Einsatz kam, ließ sich der T-34 effektiv bekämpfen. Der im Frühjahr 1942 erschienene Panzer IV F2 konnte mit seiner langen 7,5-cm-Kanone vom Typ KwK 40 L/43 zwar das Gleichgewicht bei der Bewaffnung wiederherstellen, war dem T-34 in Bezug auf Panzerung und Mobilität aber weiterhin deutlich unterlegen. Erst mit der Einführung des Panzers V „Panther“ (Ausführung D) verfügte die Wehrmacht über einen mehr als gleichwertigen mittleren Panzer. Der Panther war zwar schwerer, etwas langsamer und hatte eine wesentlich geringere Reichweite, dafür aber stärker bewaffnet und gepanzert als der T-34.
Als Vorteil erwiesen sich bald auch die breiten Ketten, welche die Geländegängigkeit gegenüber den deutschen Panzern mit ihren relativ schmalen Gleisketten erhöhten. Der Dieselmotor erhöhte die Reichweite und verringerte die Brandgefahr (siehe Dieselkraftstoff).
Im Gegensatz zu den deutschen Panzern, die nie ausreichend mit Treibstoff versorgt werden konnten und dadurch in ihren Entscheidungen von der Treibstofflage abhängig waren, konnte der T-34 u. a. durch seinen zwei- bis dreifachen Fahrbereich gegenüber den deutschen Panzern wesentlich leichter versorgt werden.
Der T-34/76 Modell 1940 verfügte über die 76,2-mm-Kanone L-11 mit 30 Kaliberlängen (L/30). Ab dem Modell 1941 wurde die 76,2-mm-Kanone F-34 mit 41,5 Kaliberlängen (L/42) eingebaut. Damit war er weit besser bewaffnet als alle anderen Panzer zu Beginn der 1940er Jahre.
Der für die Massenproduktion besser geeignete gegossene statt geschweißte Turm des T-34 wurde von Wassili S. Jemeljanow entwickelt. Die Turmkonstruktion wurde mehrfach überarbeitet und variierte teilweise je nach Herstellungsort. Während die Modelle bis 1942 einen kompakten Turm mit einer großen Luke besaßen, wurde ab 1943 ein größerer Turm mit zwei Luken verwendet. Die Kommandantenluke wurde bald darauf durch eine Kuppel ergänzt, die dem Kommandanten auch bei geschlossener Luke einen Rundumblick ermöglichte.

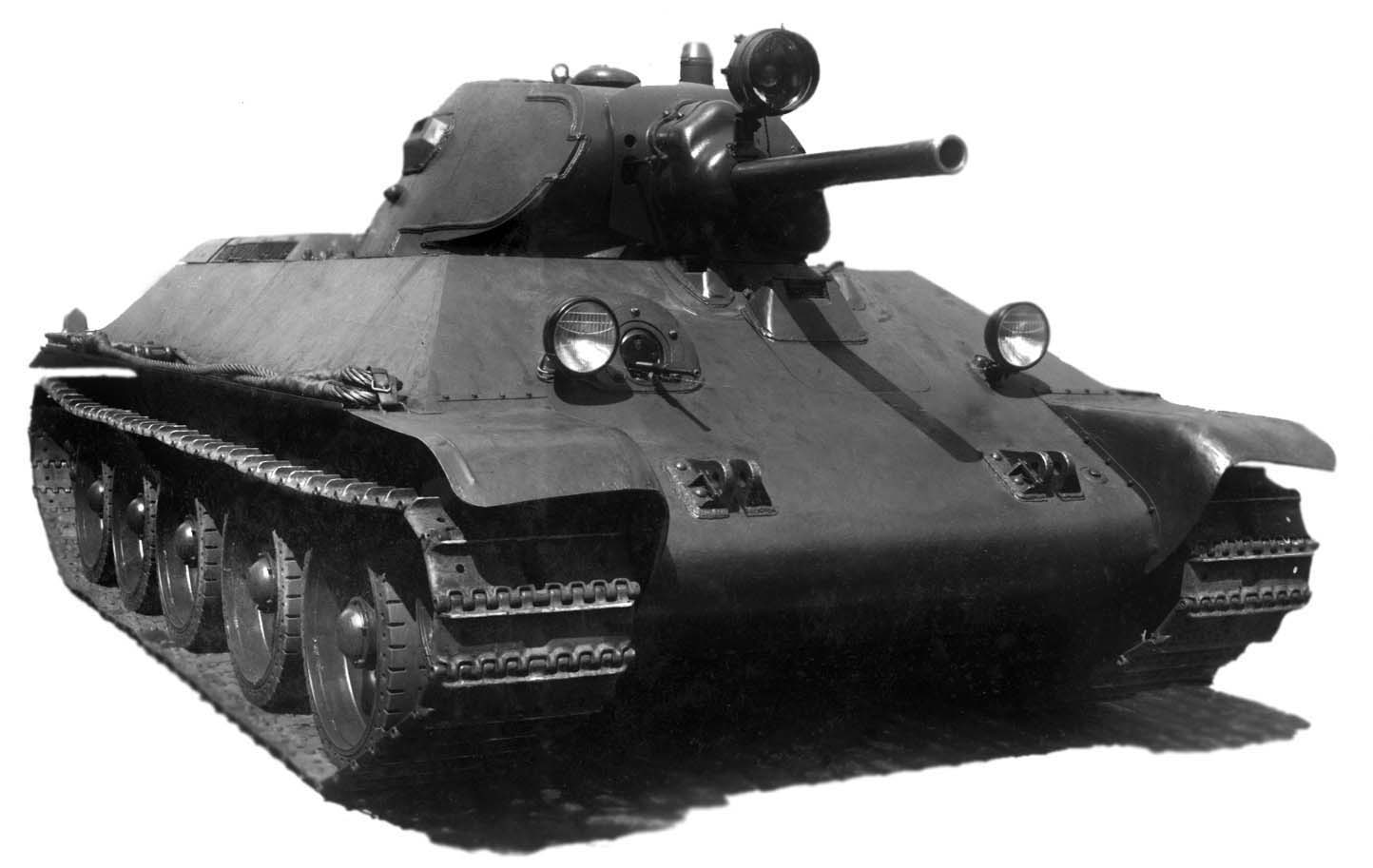
Modell 1940 (Kanone L-11)
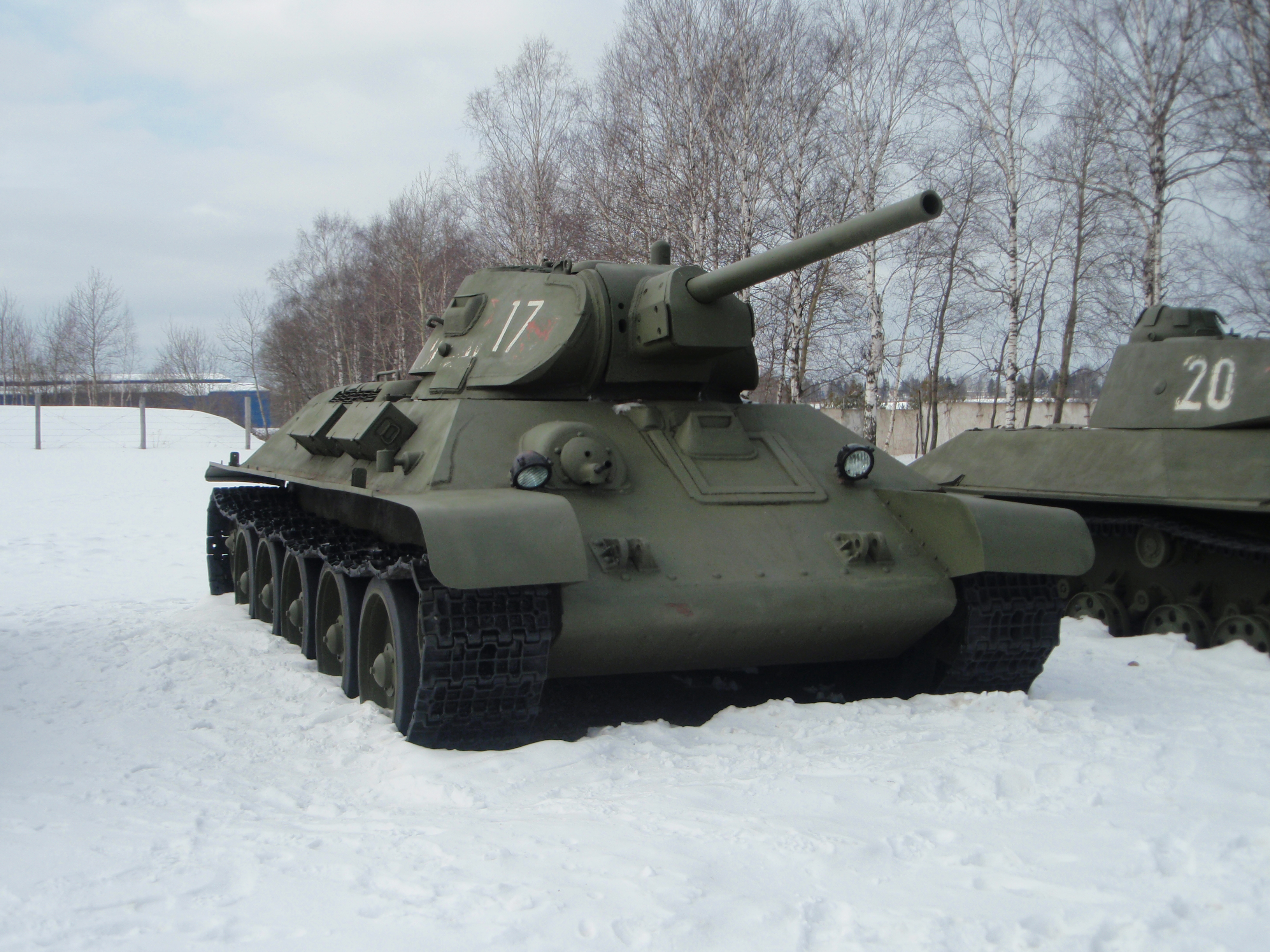
Modell 1941 (Kanone F-34)
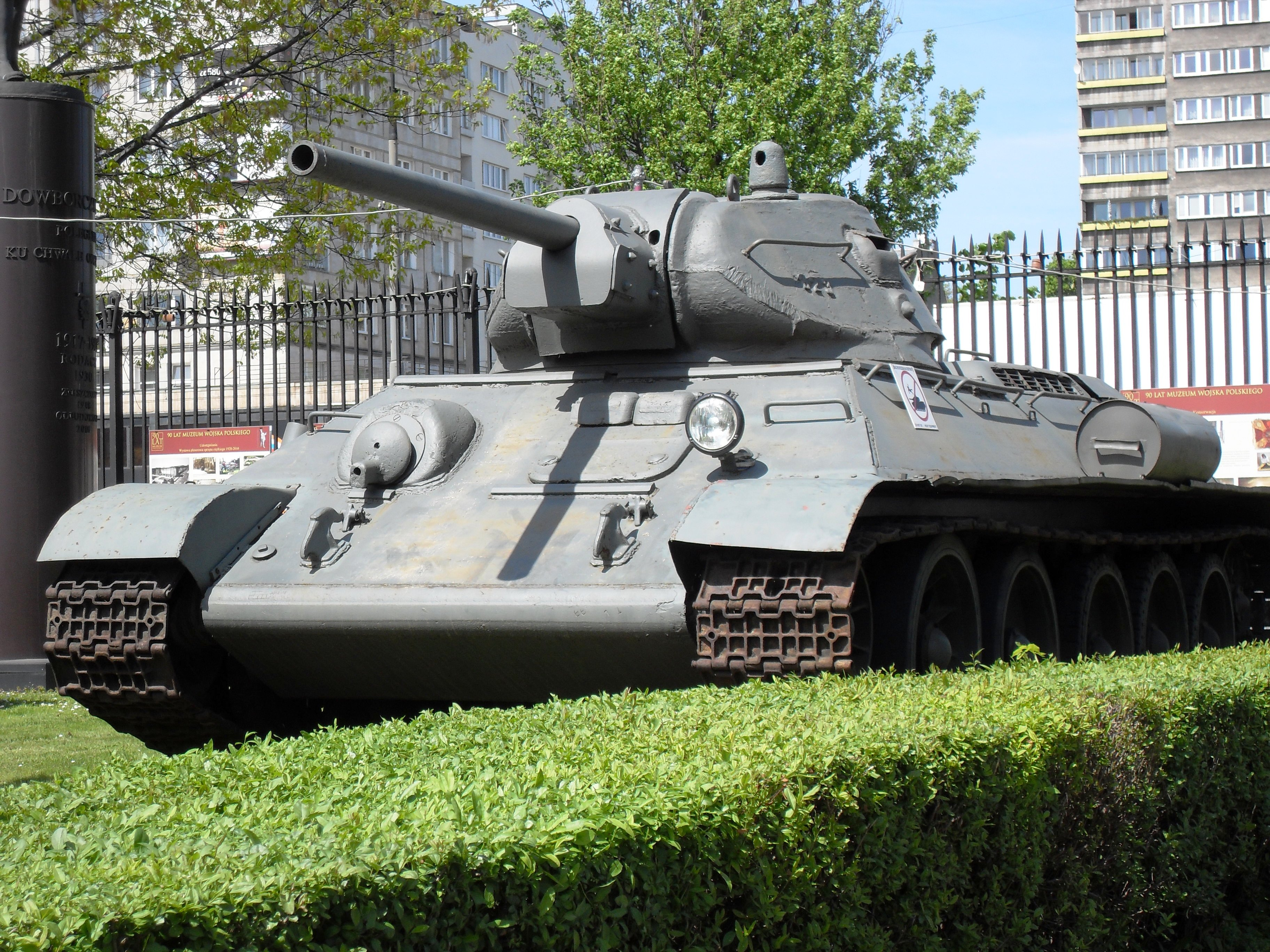
Übergangsmodell 1941/42
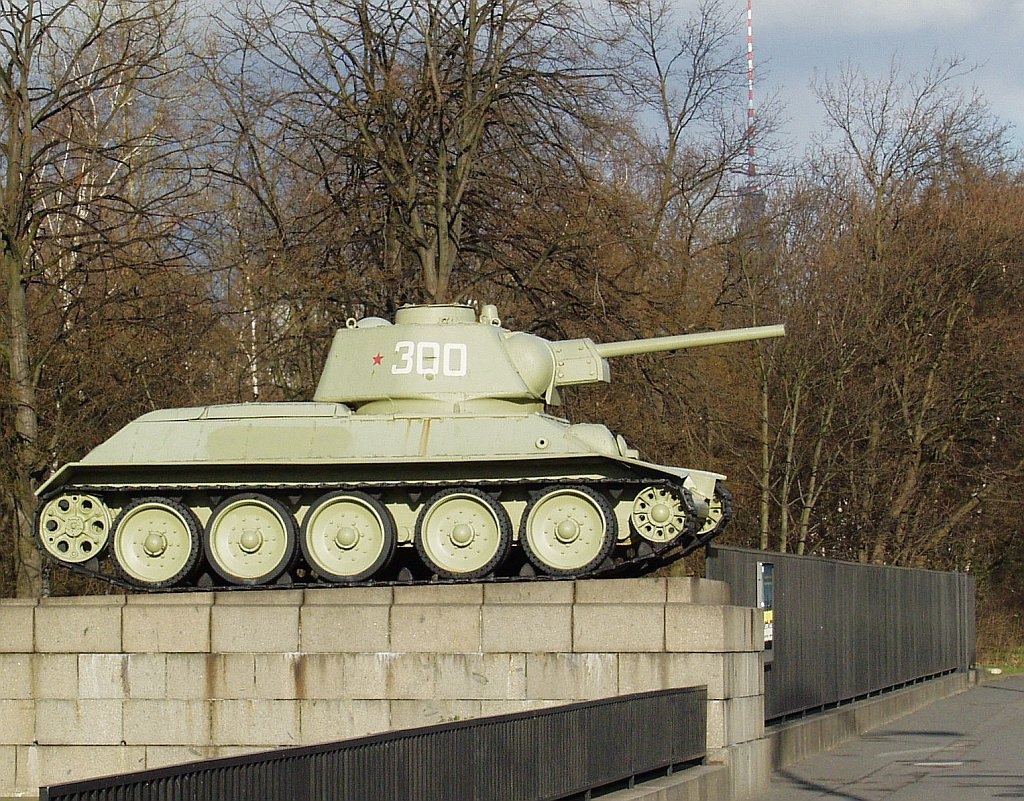
Modell 1943
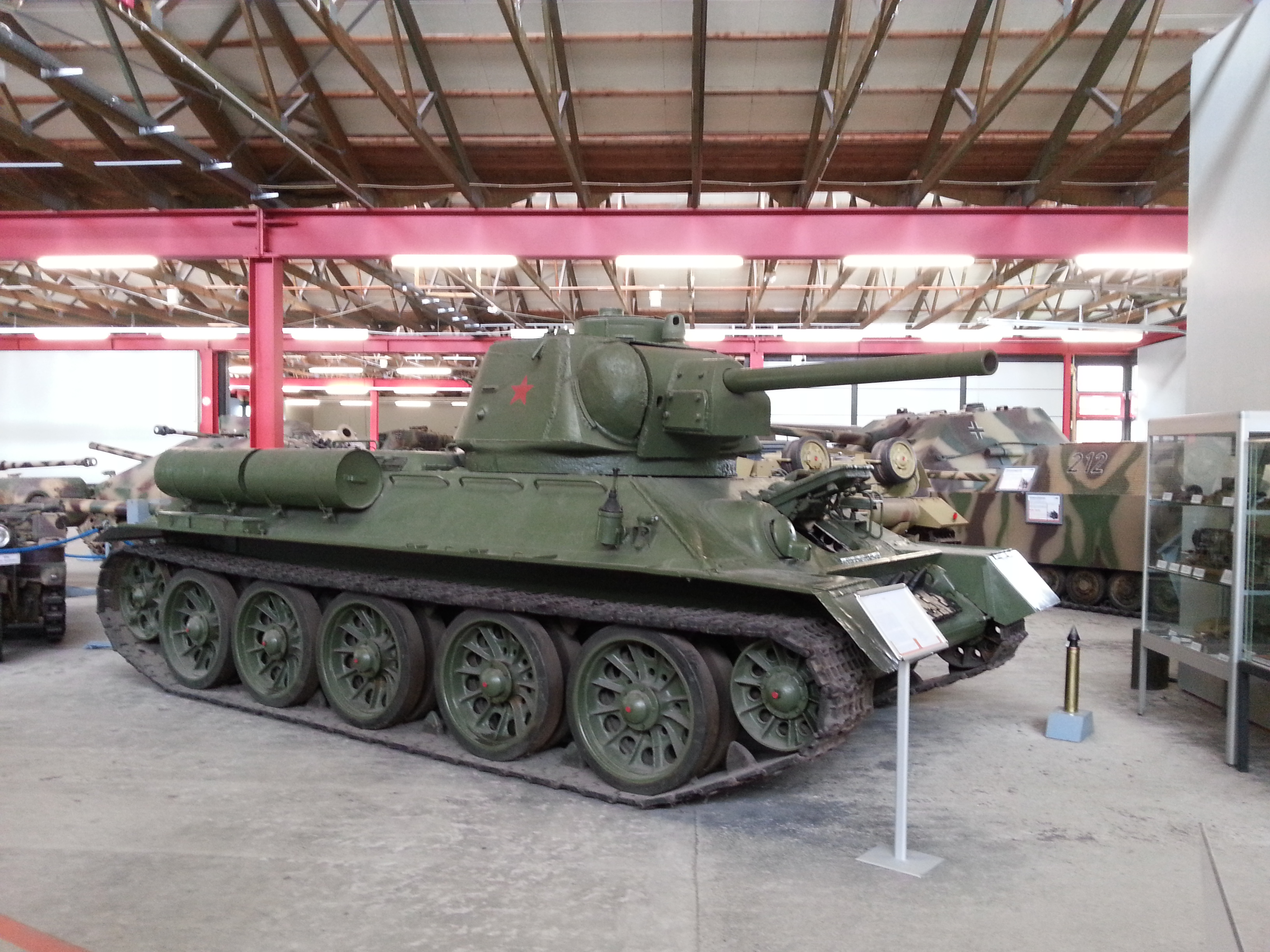
Modell 1943 (mit Kommandantenkuppel)

### T-34/85
Um den T-34 auf dem gleichen hohen Niveau wie die neuesten deutschen Panzer zu halten, wurde 1943 der Auftrag erteilt, eine neue Kanone in den Panzer einzubauen. Da zu dieser Zeit mehrere Kanonen mit einem Kaliber von 85 mm entwickelt wurden, bot es sich an, eine davon zu verwenden. Die Fabrik „Krasnoje Sormowo“ und das Ural-Panzerwerk „Stalin“ stellten Versuchsfahrzeuge her. Beide verwendeten dazu die Kanonen der Muster D-5T, LB-1, S-50 sowie S-53. Das Ural-Panzerwerk entwickelte außerdem einen neuen Turm für den Panzer, der ursprünglich für den KW-85 vorgesehen war. Um den neuen Turm aufnehmen zu können, musste der Durchmesser des Drehkranzes von 1420 auf 1600 mm vergrößert werden.
Nachdem die Erprobung abgeschlossen war, begann die Serienfertigung. Als Waffe war die S-53 vorgesehen, allerdings mussten die ersten Exemplare von Januar bis März 1944 mit der D-5 ausgerüstet werden. Die S-53 war zum Produktionsstart des T-34/85 noch nicht fertig entwickelt; nach ihrer Fertigstellung wurde sie unter der Bezeichnung SIS-S-53 (Original: ЗИС-С-53) als Hauptwaffe des T-34/85 aufgenommen. Mit dem Erscheinen der deutschen Panzer V (Panther) und VI (Tiger) verlor der T-34 einen Teil seines Schreckens für die Deutschen. Die zahlenmäßige Überlegenheit des T-34 glich die höhere Qualität und die bessere Bewaffnung der späten deutschen Panzer jedoch aus. Die Produktionszahlen des T-34 lagen etwa neunmal so hoch wie die des Panthers (54 600 : 6000). Insgesamt wurden während des Krieges etwa 54 600 T-34 gebaut, davon 19 430 T-34/85.
Auch nach dem Zweiten Weltkrieg wurde der T-34/85 bis Ende 1946 weiterproduziert. Die gesamte Fertigung belief sich auf ungefähr 25 915 Stück. Es gab einen Umbau älterer T-34/76 bis 1951 (nach amerikanischer Schätzung 12 000 Stück). Polen und die Tschechoslowakei bauten danach bis 1956 ebenfalls weitere 4565 Stück (resp. 1380 und 3185). Zahlreiche Staaten, zum Beispiel Ägypten, nutzten T-34/85 bis in die 1960er Jahre. In der Nationalen Volksarmee der DDR wurden 1964 die T-34/76 ausgemustert; die letzten 35 Panzer T-34/85 mit der 85-mm-Kanone blieben dort bis 1988 in der Reserve oder wurden auf Schießplätzen als Hartziele verwendet.
Während der Jugoslawienkriege in den 1990er Jahren wurden die T-34/85 sowohl von serbischen als auch kroatischen Streitkräften eingesetzt. Noch heute sollen T-34 im Einsatz sein, unter anderem bei der nordkoreanischen Volksarmee.

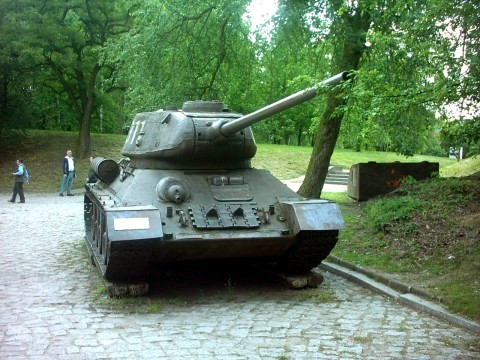
Frontansicht eines T-34/85
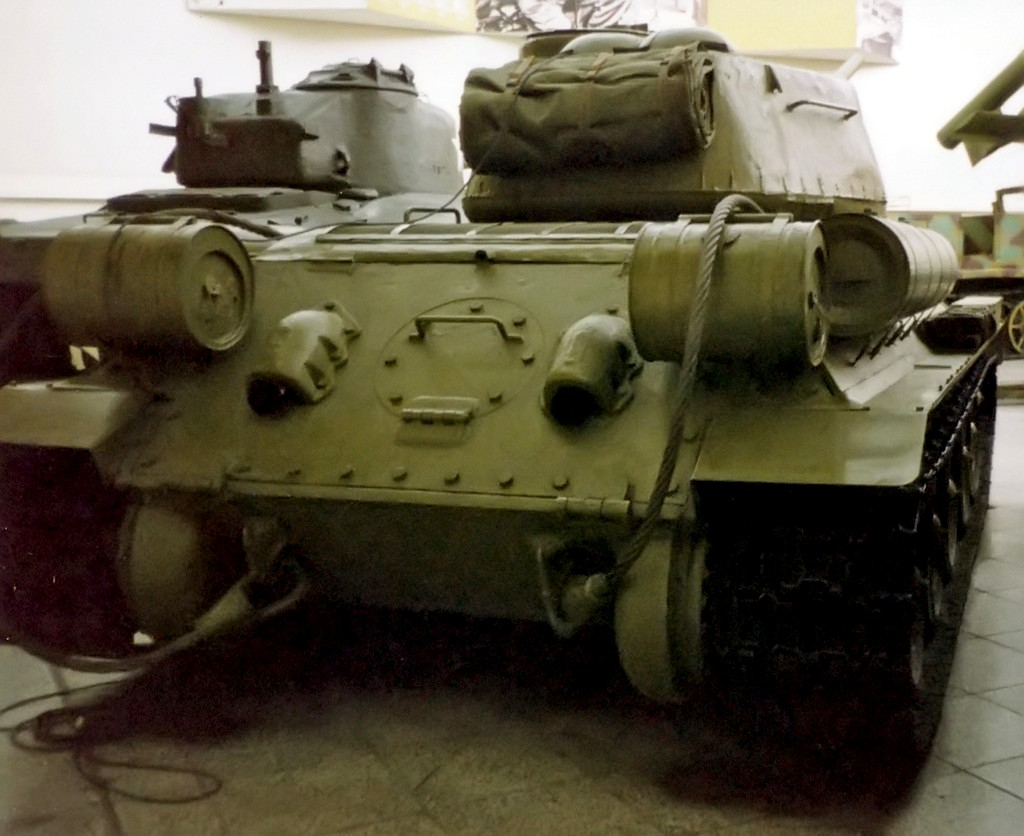
Heck eines T-34/85
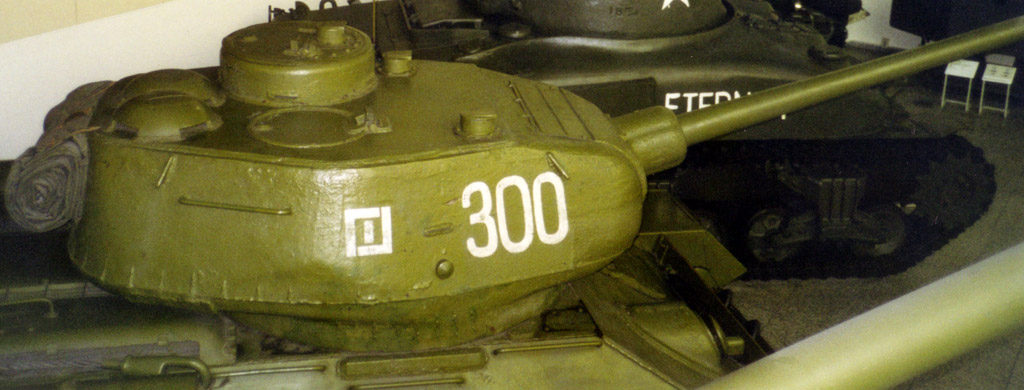
Turm des T-34/85 im Detail
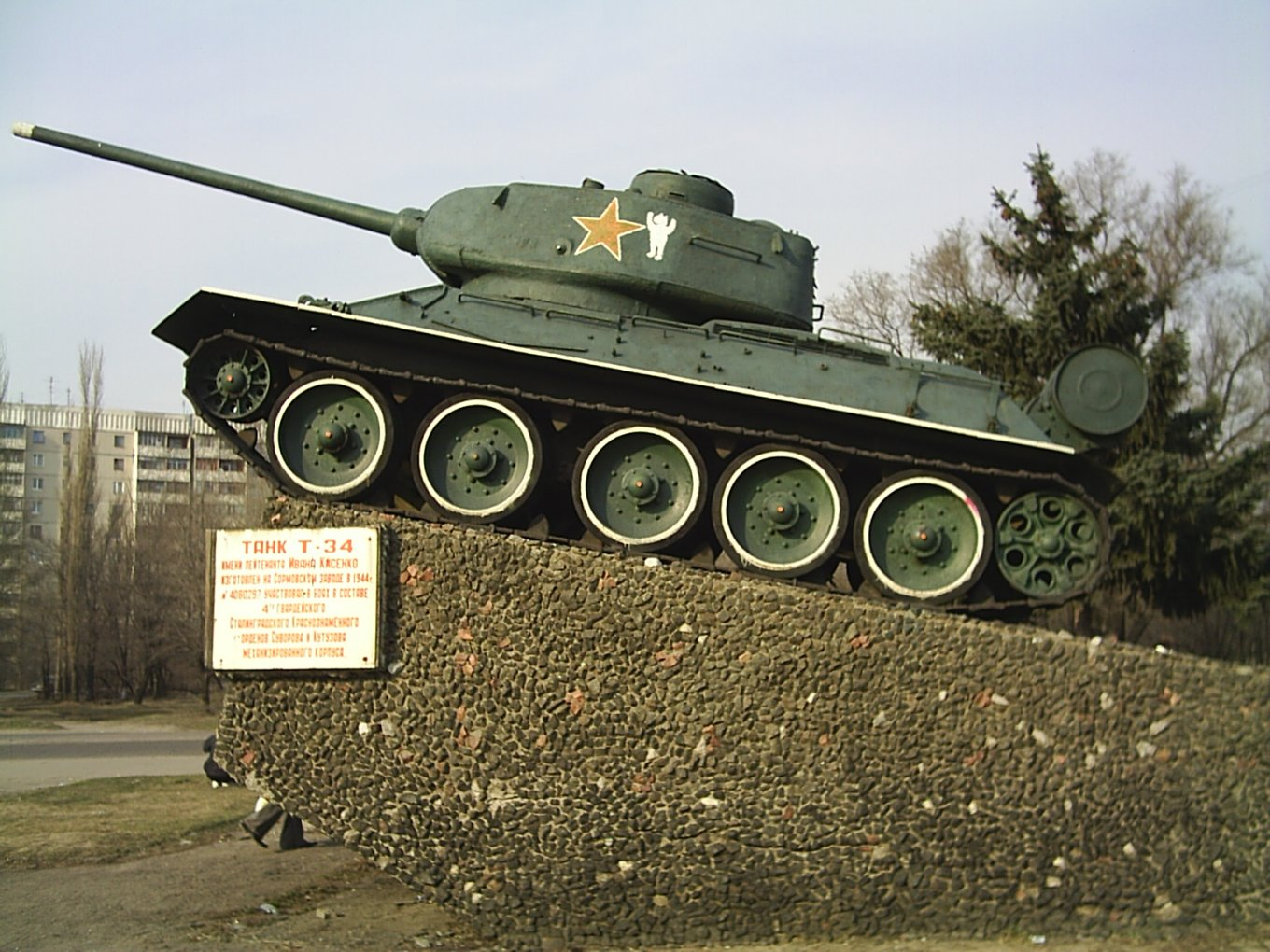
Seitenansicht eines T-34/85

### T-34/57

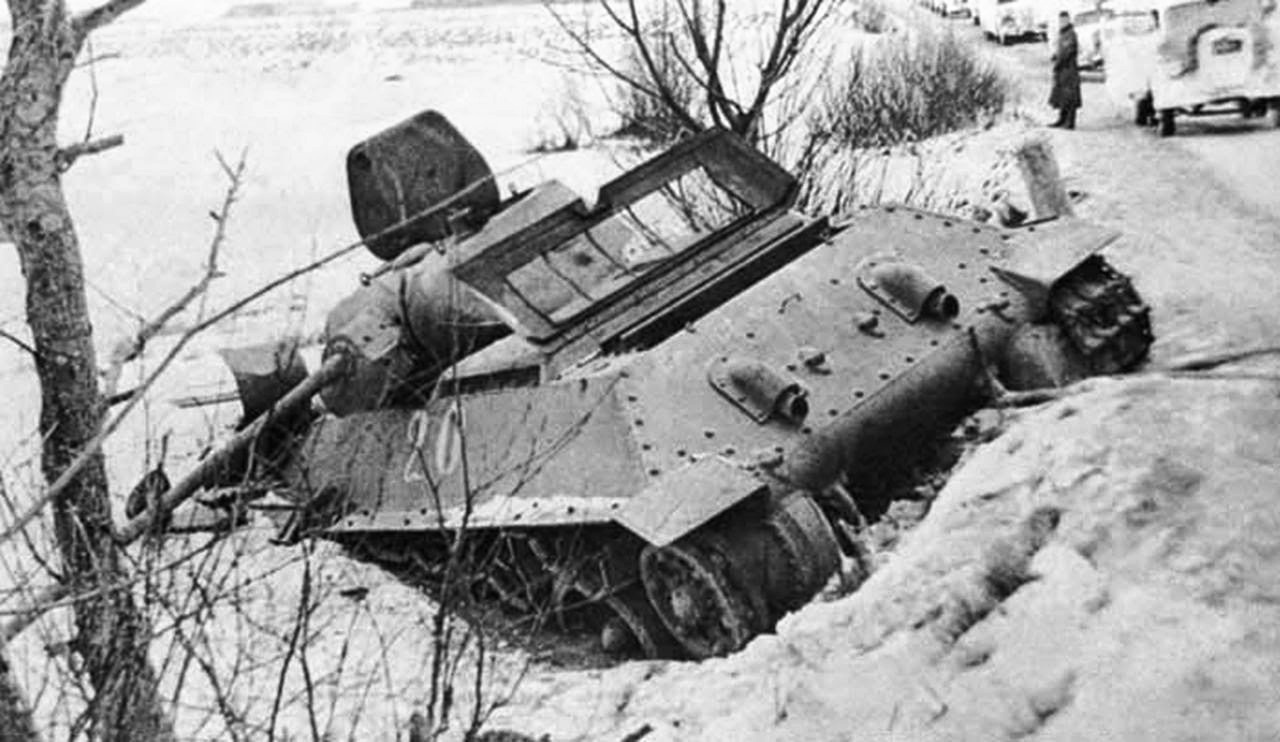
T-34/57

Die ersten 57-mm-Kanonen SIS-4 wurden im Herbst 1941 produziert. Es war vorgesehen, diese in den T-34/76 einzubauen, da die Durchschlagsleistung bei einer Mündungsgeschwindigkeit von 1270 m/s höher war. Zehn T-34/57 wurden schon 1941 mit der SIS-4-Kanone ausgerüstet, jedoch wurde nach ihrer Zerstörung die Produktion dieser Version bis 1943 unterbrochen. Von Juli bis Oktober 1943 wurden etwa 200 verbesserte 57-mm-Kanonen SIS-4M produziert. Im Panzerwerk Nr. 183 Nischni Tagil wurden vier Versuchspanzer erprobt. Ein serienmäßiger Einbau erfolgte im Werk nicht. Die SIS-4M war eine 57-mm-Pak SIS-2, die in die Rohrwiege der Panzerkanone F-34 eingesetzt wurde. In Frontwerkstätten wurden instandgesetzte Panzer T-34/76 mit 57-mm-Kanonen SIS-4M umgerüstet. Bisher sind nur zwei Fotos von eingesetzten T-34/57 (Turmnummer 20) bekannt. Im Militärmuseum Werchnjaja Pyschma befindet sich ein Nachbau eines T-34/57.

### T-34/100
1944 und 1945 gab es Versuche, eine 100-mm-Kanone in den Turm des T-34 einzubauen. Es wurden zwei unterschiedliche Prototypen angefertigt. Probleme mit dem Rückstoß der Kanone führten jedoch dazu, dass die Treffgenauigkeit des ersten Prototyps sehr gering war. Beim zweiten Prototyp konnte dieses Problem behoben werden, allerdings wurde der neue T-34/100 nicht mehr für die Massenfertigung freigegeben. Nach dem Zweiten Weltkrieg wurde allerdings in der arabischen Welt versucht, T-34 mit einer 100-mm-Kanone auszustatten. Sie erhielten statt eines Turmes einen festen Aufbau mit der Kanone und galten eher als Jagdpanzer.

### Abgeleitete Modelle

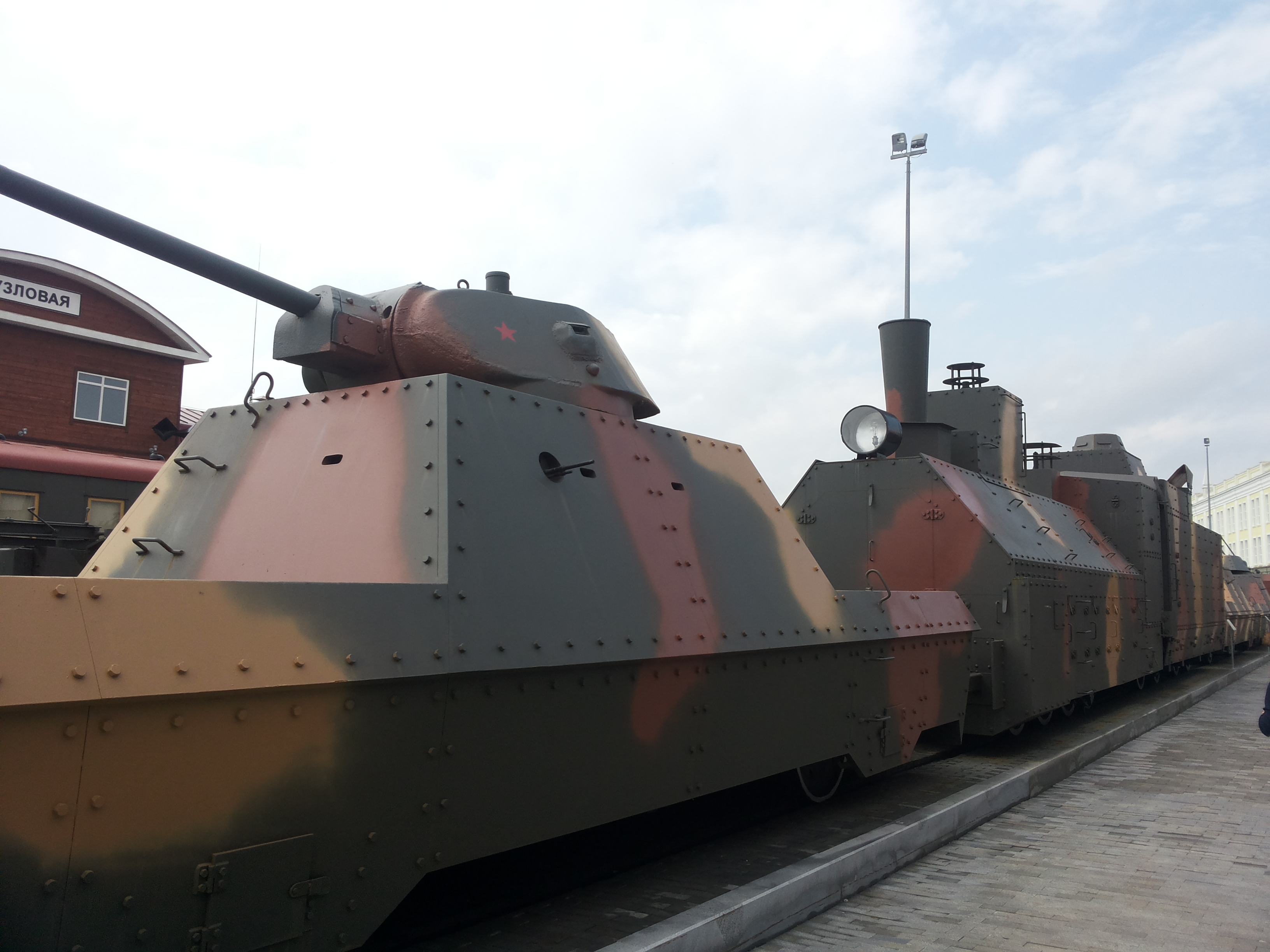
T-34-Turm auf dem Panzerzug BP-43

Auf dem Fahrgestell des T-34 basieren mehrere sowjetische gepanzerte Fahrzeuge des Zweiten Weltkriegs:
- die Jagdpanzer SU-85 und SU-100
- das Sturmgeschütz SU-122
- der Flammenwerferpanzer OT-34
- der Minenräumpanzer PT-34

Des Weiteren existierten Versionen als Brückenlegepanzer, Bergepanzer, gepanzerte Mannschaftstransporter und Artilleriezugmaschinen.
Von deutscher Seite erbeutete T-34 wurden unter der Bezeichnung Panzerkampfwagen 747(r) eingesetzt; einige wurden zu Berge- und Munitionspanzern sowie Ambulanzfahrzeugen umgebaut.
Die ägyptische Armee baute einige ihrer T-34 zu Panzerzerstörern um. Dazu wurde die sowjetische 100-mm-Panzerabwehrkanone BS-3 in einen starren Turm eingebaut. Diese Fahrzeuge werden auch als T-100 oder T-34/100 bezeichnet.

### Nachfolgemodelle
Die Entwicklung, die mit den Versionen des T-34 nicht endete, wurde mit dem T-43 (1943, Prototypstadium) und T-44 (1945, in wesentlich geringerer Stückzahl gebaut und eingesetzt) fortgeführt und mündete in der Konstruktion des T-54 (in Produktion 1947), der den T-34 im Dienst schließlich ersetzen sollte.

## Technik

### Motor und Kraftübertragung

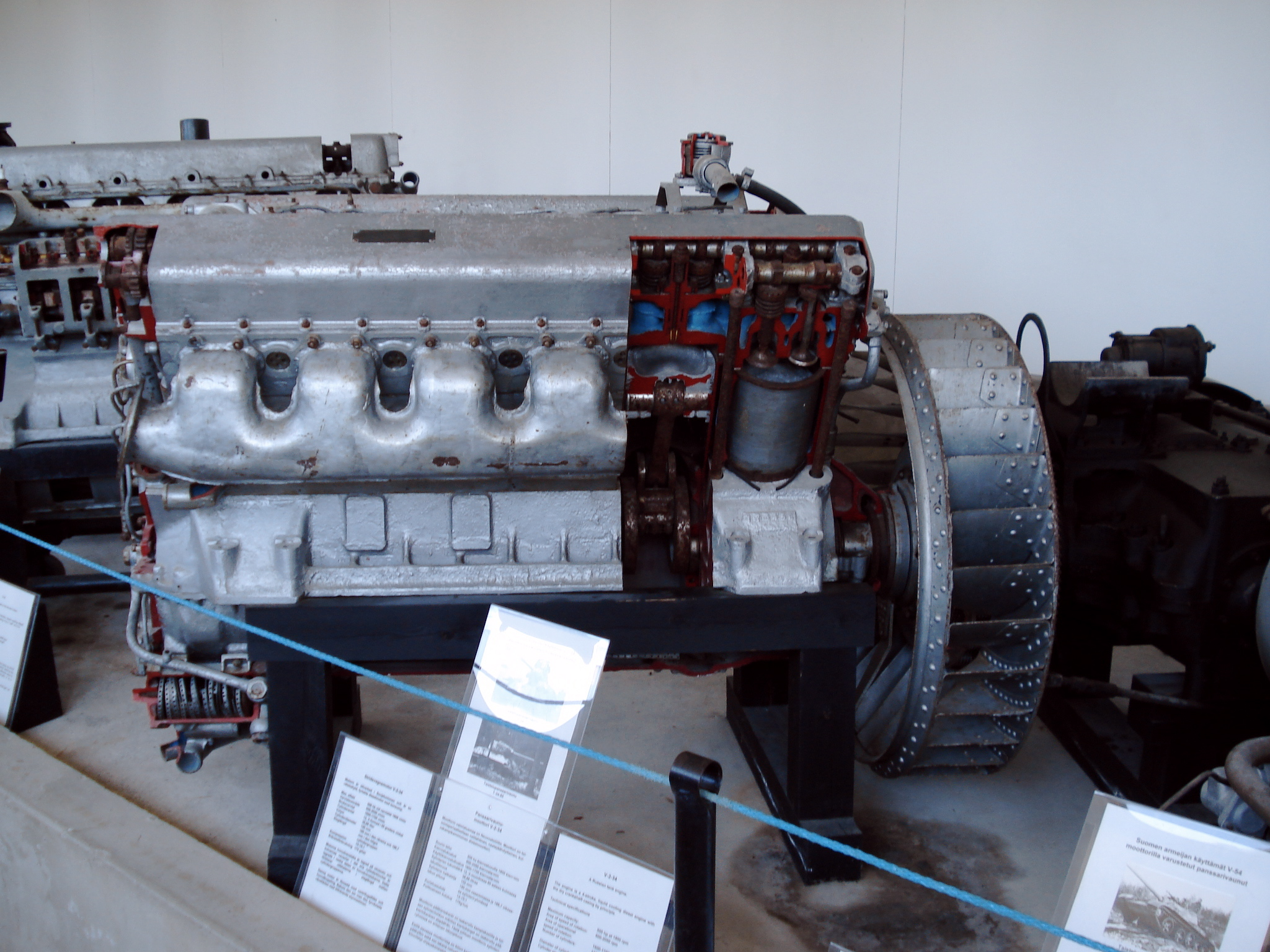
Schnittmodell des W-2-Dieselmotors im Panzermuseum von Parola (Finnland)

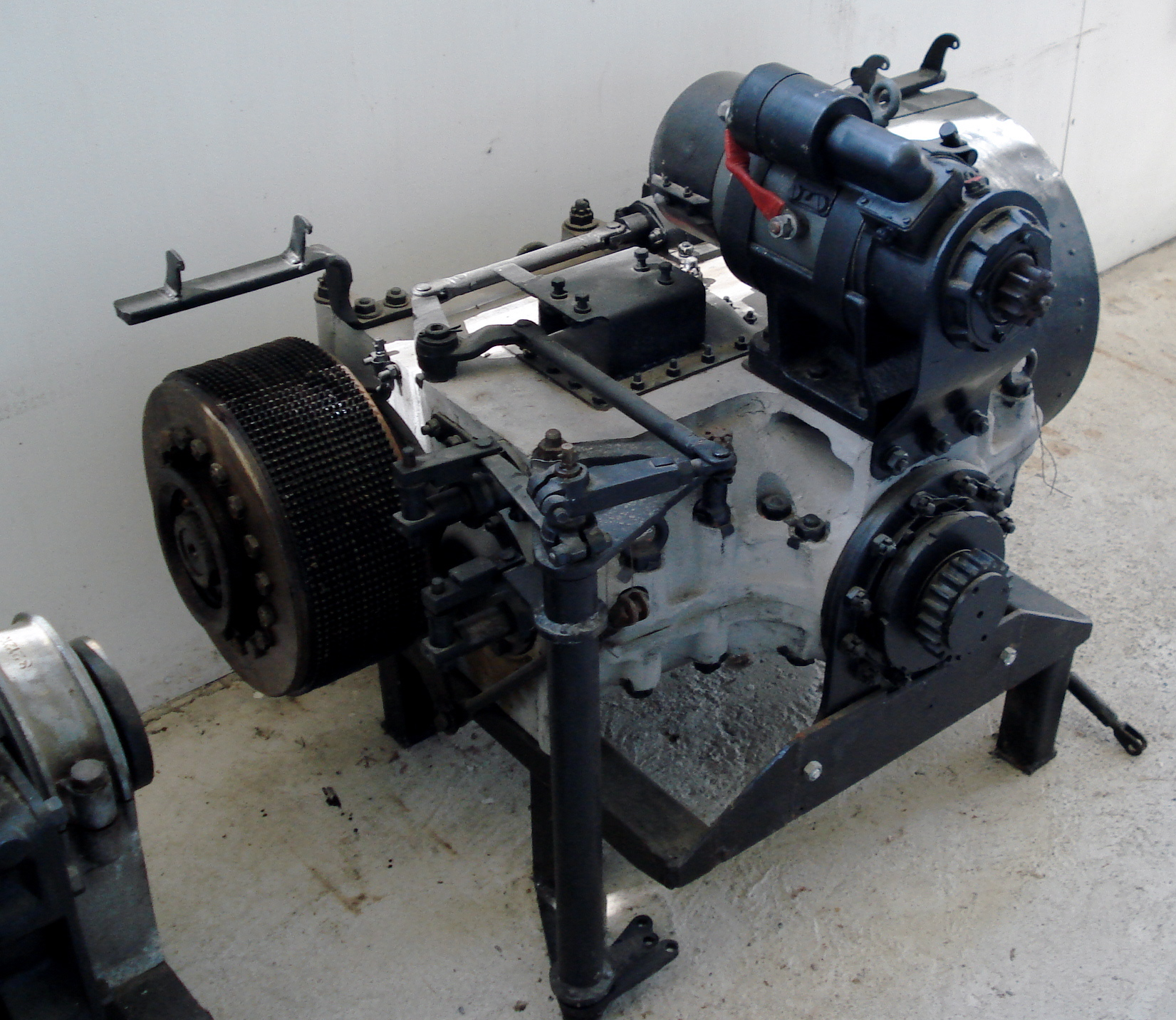
Getriebe

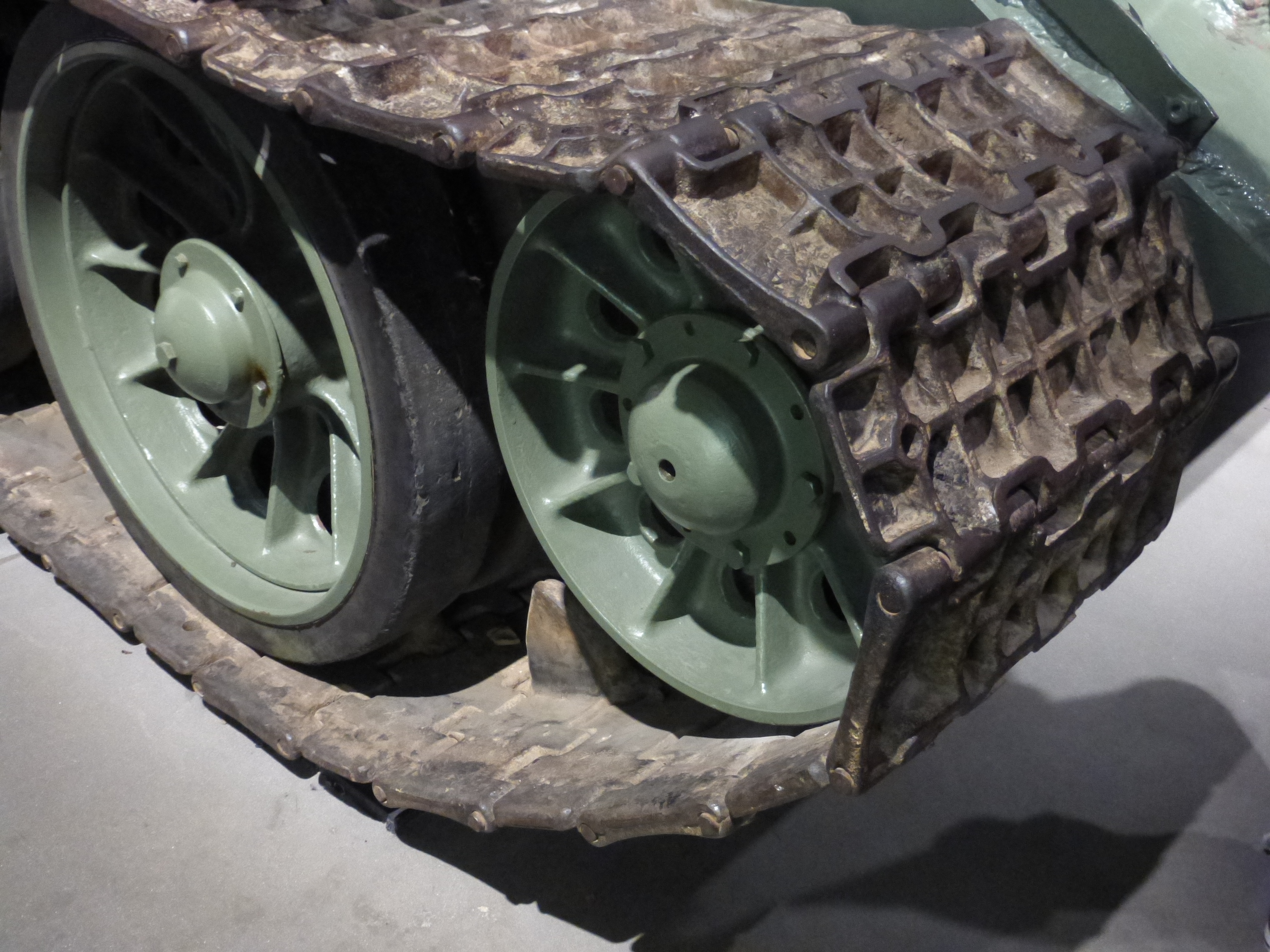
Kette eines T-34/85 mit Waffelmuster

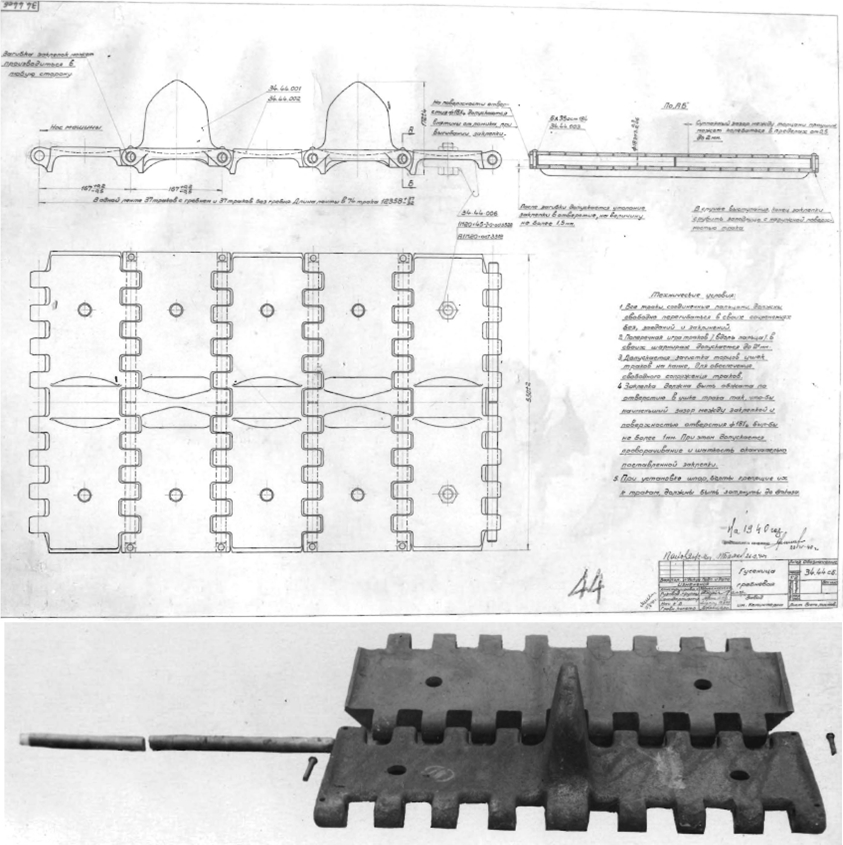
T-34-Kettenglied

Der Zwölfzylinder-Dieselmotor W-2-34 (russisch В-2-34) mit 38,88 Litern Hubraum leistet maximal 500 PS (368 kW) bei 1800 min−1 (400 PS bei 1700 min−1). Zylinderköpfe und -bänke sowie Kolben und Kurbelgehäuse des aufwendig konstruierten V-Motors mit 60° Bankwinkel und Diesel-Direkteinspritzung bestehen wie bei Flugmotoren aus einer Aluminiumgusslegierung. Die Stahlzylinderbuchsen waren gesteckt. Die Masse des einbaufertigen Motors beträgt nur etwa 750 kg. Er hat vier Ventile pro Zylinder sowie DOHC-Ventilsteuerung (zwei Nockenwellen je Zylinderbank), die von je einer Königswelle angetrieben werden.
Um auch bei entladener Starterbatterie bzw. tiefen Temperaturen das Anlassen zu gewährleisten, ist eine pneumatische Startanlage vorhanden: aus der/den beim Fahrer untergebrachten Druckluftflaschen wird über einen mit halber Kurbelwellendrehzahl drehenden Verteiler Druckluft über Rückschlagventile in die Zylinder geblasen und damit die Kolben bewegt. Die Druckluftflasche muss extern aufgefüllt werden und ermöglicht vier bis sechs Startversuche. Ohne Druckluft kann mit dem elektrischen Hilfsanlasser gestartet werden.
Die Gleisketten werden über die beiden Treibräder hinten angetrieben, die über Lenkbremsen mit dem Differential-/Wechselgetriebeblock im Heck des Panzers verbunden sind; es folgen die Kupplungsglocke, über der ein Tangentiallüfterrad rotiert und der längs eingebaute V-Motor. Zwei Wasserkühler zu beiden Seiten des Motors sorgen für die Wärmeabfuhr.
Die Ketten waren als Scharnierkette ausgeführt. Ursprünglich war diese auf der Außenseite glatt, später erhielten sie ein waffelähnliches Muster. Eine Besonderheit war, dass die Bolzen der Kette von innen nach außen durch die beiden zu verbindenden Kettenglieder geschoben, aber am äußeren Ende nicht gesichert wurden. Am hinteren Teil der Fahrzeugwanne saß auf beiden Seiten eine schräge Metallplatte, die bei jedem Kettenumlauf verrutschte Bolzen wieder ganz in die Kette hineinschob.

### Daten

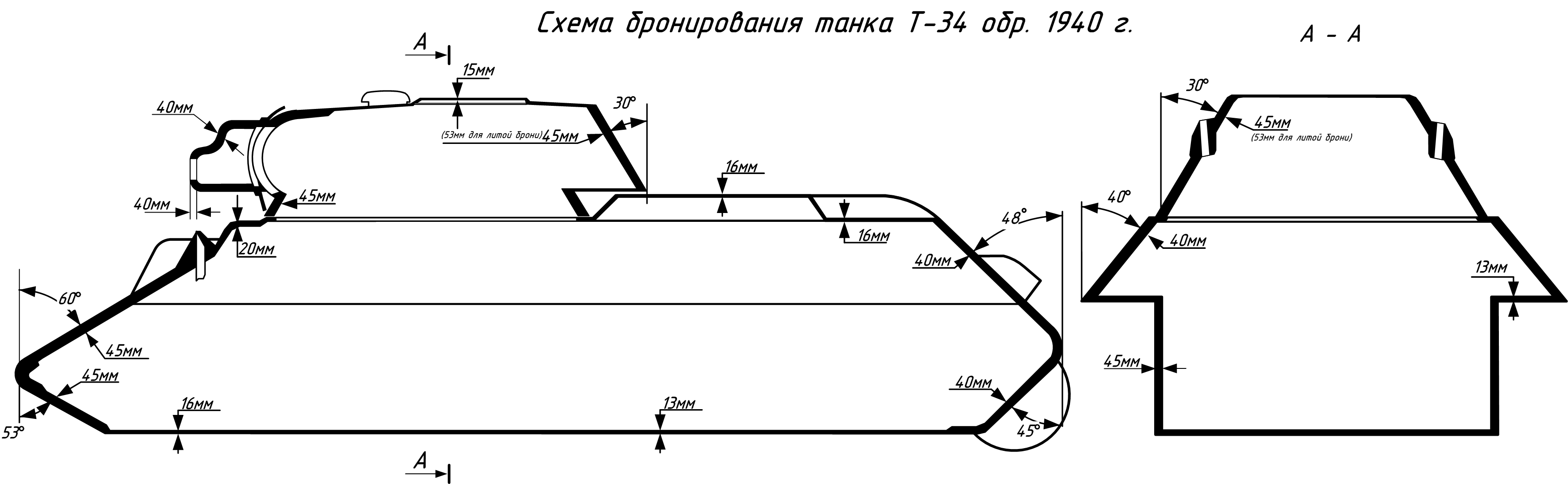
Panzerschema des T-34

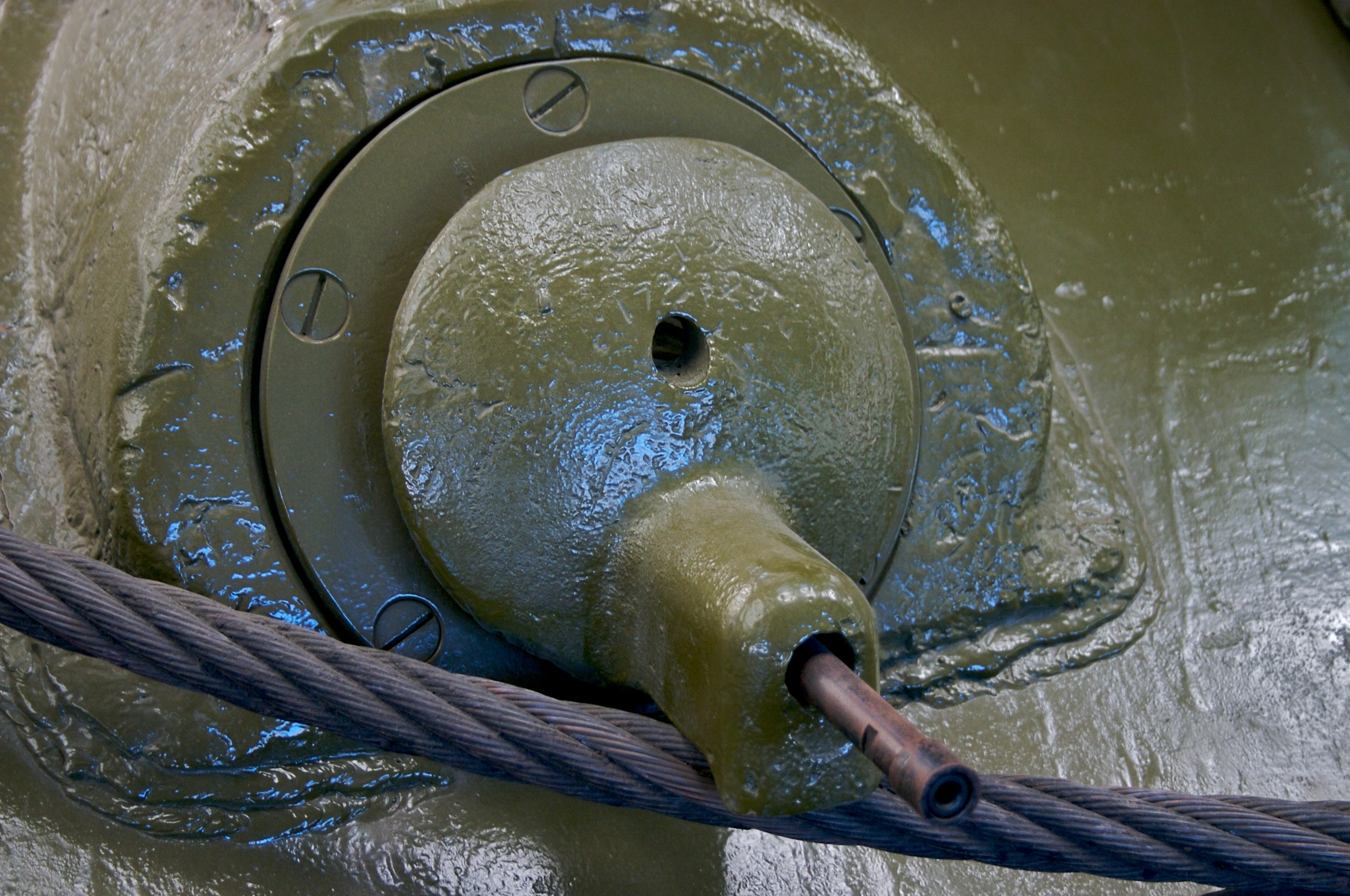
DT-Bugmaschinengewehr des T-34

Anmerkung: Die verschiedenen Versionen des T-34/76 erhielten keine offiziellen Bezeichnungen. In der Literatur finden sich daher abweichende Benennungen für die verschiedenen Typen. Einerseits werden sie mit den Bezeichnungen T-34/76 A bis D oder A bis F unterschieden; an anderer Stelle nach dem Erscheinungsjahr (wie hier). Die Buchstabenbezeichnung ist zuweilen irreführend, weil verschiedene Autoren gleichen Versionen unterschiedliche Bezeichnungen geben; beispielsweise wird das Modell 1942 als T-34/76 C oder als T-34/76 D, die spätere Version mit Kommandantenkuppel als T-34/76 F, bezeichnet. Zuweilen ergaben sich zudem Unterschiede aus den Herstellungsorten, insbesondere bei der Turmform, die ihren Ursprung in den verfügbaren Ressourcen hatten.
|                           | Panzerkampfwagen T-34                                                       | Panzerkampfwagen T-34/85                                                    | Panzerkampfwagen T-34/85 | Panzerkampfwagen T-34/85 |
| 0Allgemeine Eigenschaften |                                                                             |                                                                             |                          |                          |
| Besatzung                 | 4                                                                           | 5                                                                           |                          |                          |
| Gefechtsgewicht           | 26,3 t                                                                      | 30 t                                                                        |                          |                          |
| Bodendruck                | 0,64 kg/cm²                                                                 | 0,87 kg/cm²                                                                 |                          |                          |
| Länge                     | 5,93 m                                                                      | 7,53 m                                                                      |                          |                          |
| Breite                    | 3,02 m                                                                      | 3 m                                                                         |                          |                          |
| Höhe                      | 2,46 m                                                                      | 2,72 m (T-34/85M: 2,70 m)                                                   |                          |                          |
| Bodenfreiheit             | 38 cm                                                                       | 40 cm                                                                       |                          |                          |
| Kettenbreite              | 56 cm                                                                       | 56 cm                                                                       |                          |                          |
| 0Bewaffnung               |                                                                             |                                                                             |                          |                          |
| Hauptbewaffnung           | 76,2-mm-Kanone L/42                                                         | 85-mm-Kanone L/53                                                           |                          |                          |
| Sekundärbewaffnung        | 1 × 7,62- mm-Koaxial-Maschinengewehr DT 1 × 7,62- mm-Bug-Maschinengewehr DT | 1 × 7,62- mm-Koaxial-Maschinengewehr DT 1 × 7,62- mm-Bug-Maschinengewehr DT |                          |                          |
| Munition Kanone           | 77 Granaten                                                                 | 56 Granaten                                                                 |                          |                          |
| Munition MG               | 4420 Patronen                                                               | 1955 Patronen                                                               |                          |                          |
| 0Fahrleistung             |                                                                             |                                                                             |                          |                          |
| Motor                     | V-Zwölfzylinder-Dieselmotor W-2                                             | V-Zwölfzylinder-Dieselmotor W-2                                             |                          |                          |
| Kühlung                   | Wasser                                                                      | Wasser                                                                      |                          |                          |
| Hubraum                   | 38,88 l                                                                     | 38,88 l                                                                     |                          |                          |
| Bohrung × Hub             | 150 mm × 180 mm (Nebenpleuel: 186,7 mm)                                     | 150 mm × 180 mm (Nebenpleuel: 186,7 mm)                                     |                          |                          |
| Max. Leistung             | 500 PS (368 kW) bei 1800 min−1.                                             | 500 PS (368 kW) bei 1800 min−1.                                             |                          |                          |
| Literleistung             | 12,7 PS/l                                                                   | 12,7 PS/l                                                                   |                          |                          |
| Leistung/Gewicht          | 19 PS/t                                                                     | 16,7 PS/t                                                                   |                          |                          |
| Getriebe                  | unsynchronisiert (vier Vorwärts-, ein Rückwärtsgang)                        | unsynchronisiert (vier Vorwärts-, ein Rückwärtsgang)                        |                          |                          |
| Höchstgeschwindigkeit     | 55 km/h                                                                     | 55 km/h                                                                     |                          |                          |
| Kraftstoffvorrat          | 480 l                                                                       | 480 l                                                                       |                          |                          |
| Reichweite Straße         | 455 km                                                                      | 300 km                                                                      |                          |                          |
| Reichweite Gelände        | 260 km                                                                      | 160 km                                                                      |                          |                          |
| Lenkung                   | Lenkbremsen                                                                 | Lenkbremsen                                                                 |                          |                          |
| Laufrollen                | 5                                                                           | 5                                                                           |                          |                          |
| Federung                  | Schraubenfedern (Christie-Laufwerk) ohne Stoßdämpfer                        | Schraubenfedern (Christie-Laufwerk) ohne Stoßdämpfer                        |                          |                          |
| Wattiefe                  | 112 cm                                                                      | 90 cm                                                                       |                          |                          |
| 0Panzerung                |                                                                             |                                                                             |                          |                          |
| Wannenbug                 | 45 mm                                                                       | 45 mm                                                                       |                          |                          |
| Wannenseite               | 45 mm                                                                       | 45 mm                                                                       |                          |                          |
| Wannenheck                | 40 mm                                                                       | 40–45 mm                                                                    |                          |                          |
| Wannendach                | 20 mm                                                                       | 30 mm                                                                       |                          |                          |
| Wannenboden               | 15 mm                                                                       | 20 mm                                                                       |                          |                          |
| Turmfront                 | 45 mm                                                                       | 45–55 mm                                                                    |                          |                          |
| Turmseite                 | 45 mm                                                                       | 50–55 mm                                                                    |                          |                          |
| Turmheck                  | 40 mm                                                                       | 50 mm                                                                       |                          |                          |
| Turmdach                  | 16 mm                                                                       | 20 mm                                                                       |                          |                          |

## Produktion
| Jahr    | 1940 | 1941 | 1942   | 1943   | 1944   | 1945   | 1946–1955 |
| ------- | ---- | ---- | ------ | ------ | ------ | ------ | --------- |
| T-34/76 | 117  | 3014 | 12.572 | 15.833 | 4441   | –      | –         |
| T-34/85 | –    | –    | –      | –      | 10.647 | 12.551 | ≈4500     |
| Gesamt  | 117  | 3262 | 12.527 | 15.833 | 14.263 | 12.551 | ≈4500     |

| Werk                                                     | Typ     | 1940      | bis Juni 1941 | Rest 1941                                        | 1942                        | 1943             | 1944           | 1945   | 1946 | gesamt      |
| -------------------------------------------------------- | ------- | --------- | ------------- | ------------------------------------------------ | --------------------------- | ---------------- | -------------- | ------ | ---- | ----------- |
| Fabrik Nr. 183 – Charkower Lokomotivwerk „Komintern“     | T-34/76 | 117 / 183 | 553           | 939 (bis September)                              | –                           | –                | –              | –      | –    | 1609 / 1675 |
| Fabrik Nr. 183 – Uraler Waggonwerk, Nischni Tagil        | T-34/76 | –         | –             | 25 (Dezember)                                    | 5684                        | 7466             | 1838           | –      | –    | 15.013      |
| Fabrik Nr. 183 – Uraler Waggonwerk, Nischni Tagil        | T-34/85 | –         | –             | –                                                | –                           | –                | 6585           | 7356   | 493  | 14.434      |
| STS – Stalingrader Traktorenwerk „Felix E. Dserschinski“ | T-34/76 | –         | 256           | 1000                                             | 2520 (bis September)        | –                | –              | –      | –    | 3776        |
| Fabrik Nr. 112 „Krasnoje Sormowo“, Gorki                 | T-34/76 | –         | –             | 173 / 161 (ab Oktober, 156 mit M-17F, 5 mit W-2) | 2584                        | 2962             | 557            | –      | –    | 6276 / 6264 |
| Fabrik Nr. 112 „Krasnoje Sormowo“, Gorki                 | T-34/85 | –         | –             | –                                                | –                           | –                | 3062           | 3255   | 1154 | 7471        |
| Fabrik Nr. 174 Woroschilowwerk, Omsk                     | T-34/76 | –         | –             | –                                                | 417                         | 1347             | 1136           | –      | –    | 2900        |
| Fabrik Nr. 174 Woroschilowwerk, Omsk                     | T-34/85 | –         | –             | –                                                | –                           | –                | 1000           | 1940   | 1054 | 3994        |
| TschTS – Tscheljabinsker Traktorenwerk                   | T-34/76 | –         | –             | –                                                | 1055 (ab Sommer)            | 3594             | 445 (bis März) | –      | –    | 5094        |
| USTM (Uralmasch), Swerdlowsk                             | T-34/76 | –         | –             | –                                                | 267 (ab 15. September 1942) | 464 (bis Herbst) | –              | –      | –    | 731         |
| Gesamtproduktion                                         |         | 117 / 183 | 809           | 2459 / 2453                                      | 12.527                      | 15.833           | 14.263         | 12.551 | 2701 | 61.366      |

## Einsatz als Beutepanzer

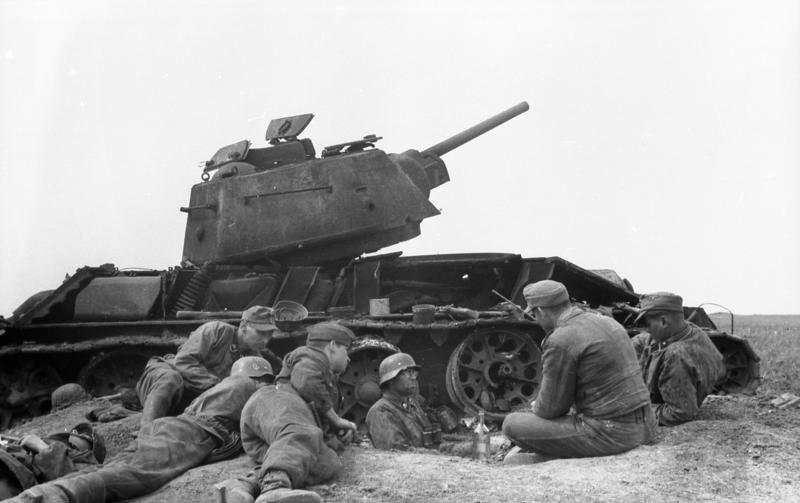
Zerstörter T-34 an der Ostfront (1944)

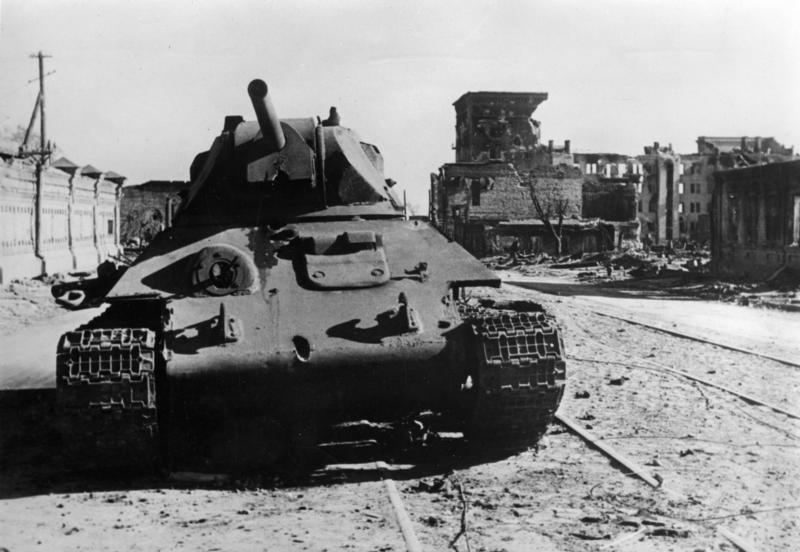
In der Schlacht um Stalingrad abgeschossener T-34

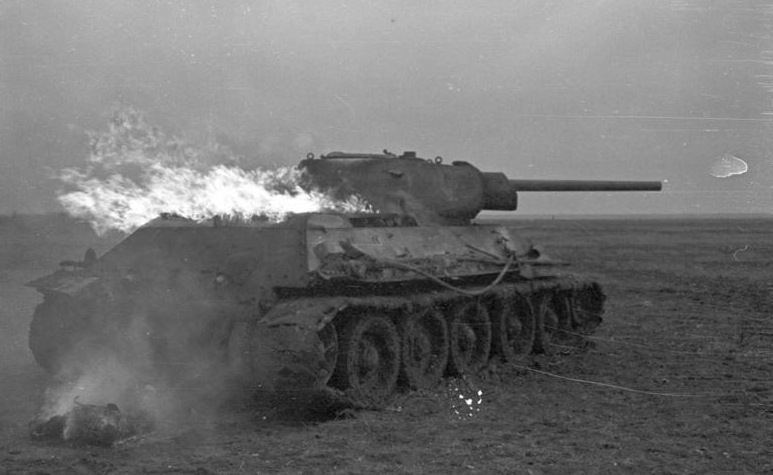
Brennender T-34 (1941)

Vom Sommer 1941 bis zur Kapitulation 1945 setzten Wehrmacht, Waffen-SS und Ordnungspolizei erbeutete T-34-Panzer der verschiedenen Versionen unter der Bezeichnung Panzerkampfwagen T 34-747 (r) in der Loseblattsammlung Kennblätter fremden Geräts ein. T-34/85 befanden sich nur selten bei deutschen Truppen im Einsatz, da diese wegen der nunmehrigen Überlegenheit der Roten Armee nur noch selten erobert wurden. Intakte T-34 wurden oft direkt nach ihrer Erbeutung von den deutschen Verbänden eingesetzt. Sobald Munition und Ersatzteile fehlten, wurden sie bis Mitte 1942 auch wieder aufgegeben. Ab Mitte 1942 begannen Wehrmacht und Waffen-SS Einheiten planmäßig mit T-34-Panzern auszurüsten. Diese „PzKpfw. 747 (r)“ wurden vorher bei der Panzer-Instandsetzungs-Gruppe Nord in Riga überholt. Unter anderem wurden die Panzer umlackiert und umgerüstet. Viele Panzer erhielten deutsche Funkgeräte, Funkantennen und Notek-Tarnscheinwerfer. Ein Teil der Panzer bekam Kommandantenkuppeln von nicht mehr instandsetzungsfähigen Panzern III und Panzern IV. Im Jahr 1943 begann man, diese Instandsetzungsarbeiten und Umbauten auch im Daimler-Benz-Werk Berlin-Marienfelde und bei Waggon- und Maschinenbau AG (WUMAG) in Görlitz durchzuführen. Ein Teil der erbeuteten T-34 wurde aber weiterhin auch bei den Truppen selbst instand gesetzt und umgebaut. Nach der Rückeroberung von Charkow während der Schlacht im Frühjahr 1943 setzte die Instandsetzungsstaffel der SS-Panzergrenadier-Division „Das Reich“ rund 50 zuvor erbeutete T-34 im dortigen Traktorenwerk instand. Dazu wurden das verbliebene Personal des Werkes mit herangezogen. Die etwa 25 später von der Waffen-SS eingesetzten Panzer erhielten als Zusatzausrüstung noch Seitenschürzen. Die Schwere Panzerjäger-Abteilung 653 baute mindestens einen T-34 zum Flakpanzer mit einem 2-cm-Vierlingsgeschütz um.
Um zu verhindern, dass die nun auf deutscher Seite eingesetzten PzKpfw. 747 (r) von eigenen bzw. verbündeten Truppen angegriffen wurden, erfolgte eine Kennzeichnung mit übergroßen Balkenkreuzen. Teilweise wurde die Silhouette mit Anbauten aus Holz verändert. Die PzKpfw. 747 (r) setzten die Truppen häufig in Panzerjägereinheiten oder zur unmittelbaren Infanterieunterstützung ein. Deshalb befanden sich diese oft auch bei Infanteriedivisionen und bei der Ordnungspolizei im Einsatz. Die Ordnungspolizei setzte den PzKpfw. 747 (r) bei der Partisanenbekämpfung ein. Zur Ausbildung von Panzerbesatzungen wurde der PzKpfw. 747 (r) im Reich und in besetzten Gebieten, unter anderem Frankreich, eingesetzt. Turmlose PzKpfw. 747 (r) kamen als Bergepanzer und Munitionsschlepper zum Einsatz.
Im Zweiten Weltkrieg setzten auch die mit dem Deutschen Reich verbündeten Länder Finnland (nur 14 Stück: sieben T-34/76 und ebenfalls sieben T-34/85), Ungarn und Italien erbeutete T-34 ein.

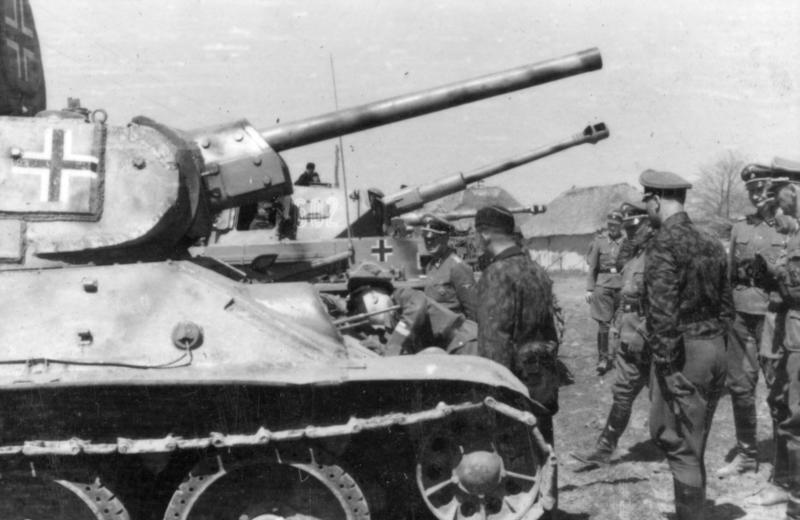
Ein erbeuteter T-34 der SS-Panzergrenadier-Division „Das Reich“ wird von Heinrich Himmler begutachtet, April 1943 bei Charkow
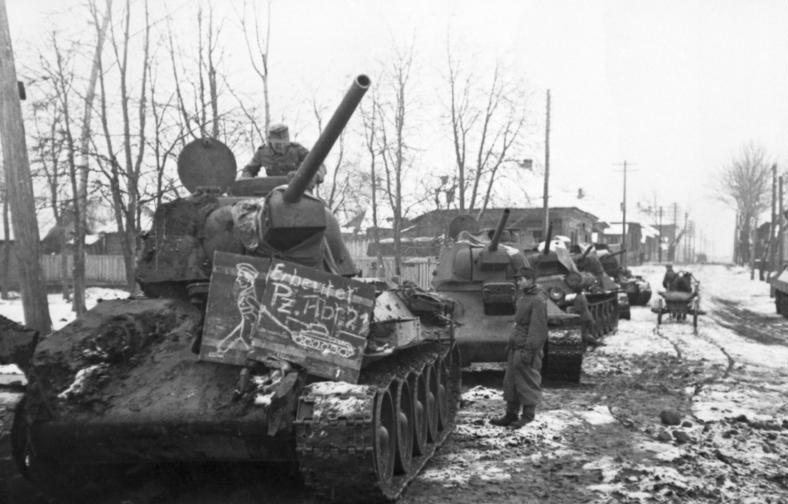
Fünf erbeutete T-34; erster mit Schild; Aufschrift: „Erbeutet Pz. Abt. 21“, (Januar 1944)
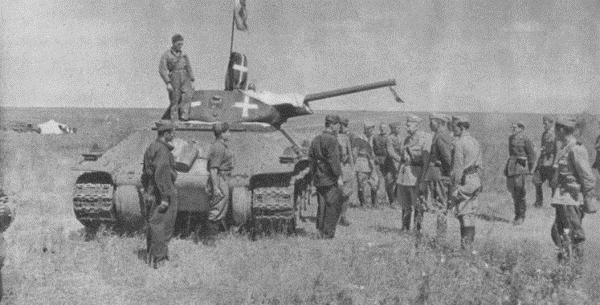
Italo Gariboldi Kommandeur der italienischen 8ª Armata inspiziert einen erbeuteten T-34-Panzer

## Trivia

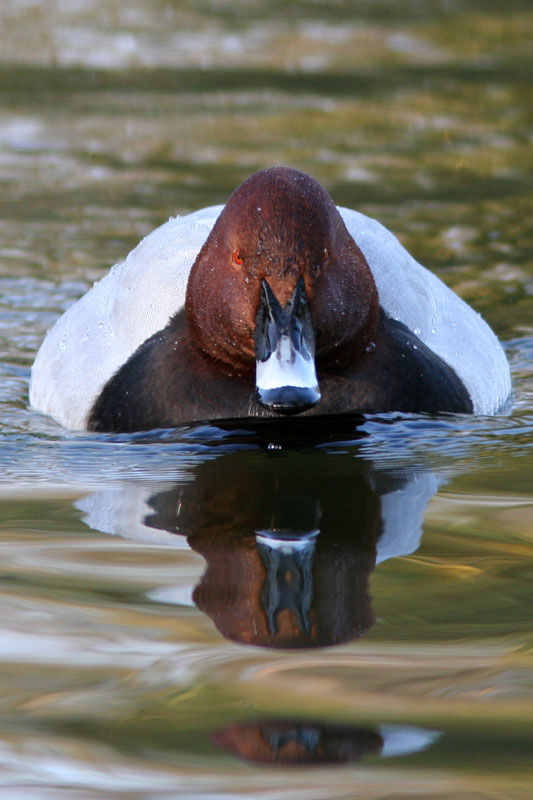
Erpel der Tafelente, die vergleichbare Frontsilhouette führte zum finnischen Spitznamen des T-34

In Finnland wurde der T-34/76 wegen seines Aussehens von vorn als Sotka (Tafelente) bezeichnet.
Im Sommer 2015 wurde die Ausfuhr eines Panzers T-34-85 aus dem Jahr 1945 von Russland nach Kasachstan verhindert, da es sich um einen „Schmuggel von Kulturgut“ handle.
Aufgrund seines markanten Motorengeräusches wurde der SAS-968 „Saporoshez“ im DDR-Volksmund als „T-34 Sport“ bezeichnet.
Es finden sich, speziell in Ostdeutschland, noch einige T-34 als Denkmäler. Beispielsweise das Panzerdenkmal in Lalendorf, in Berlin das sowjetische Ehrenmal im Tiergarten, in Burg (bei Magdeburg) auf dem Sowjetischen Ehrenfriedhof oder in der Gedenkstätte Seelower Höhen. Im Freilichtmuseum Mödlareuth steht ein T-34 Panzer als Ausstellungsstück am Parkplatz.
Ein T-34 stand jahrzehntelang im estnischen Narva zum Gedenken an die Schlacht von Narva. Am 16. August 2022 wurde der Panzer ins Kriegsmuseum gebracht. Imbi Paju fand die Anbetung des Panzers lächerlich, einige Russen trauern dem Panzer jedoch nach. Russland hingegen stellte als Antwort in der Schwesterstadt Iwangorod auf der anderen Seite des Grenzflusses Narva einen T-34 auf, auf dessen Beschriftungstafel stand, das Denkmal stehe „vorläufig auf russischem Gebiet“.

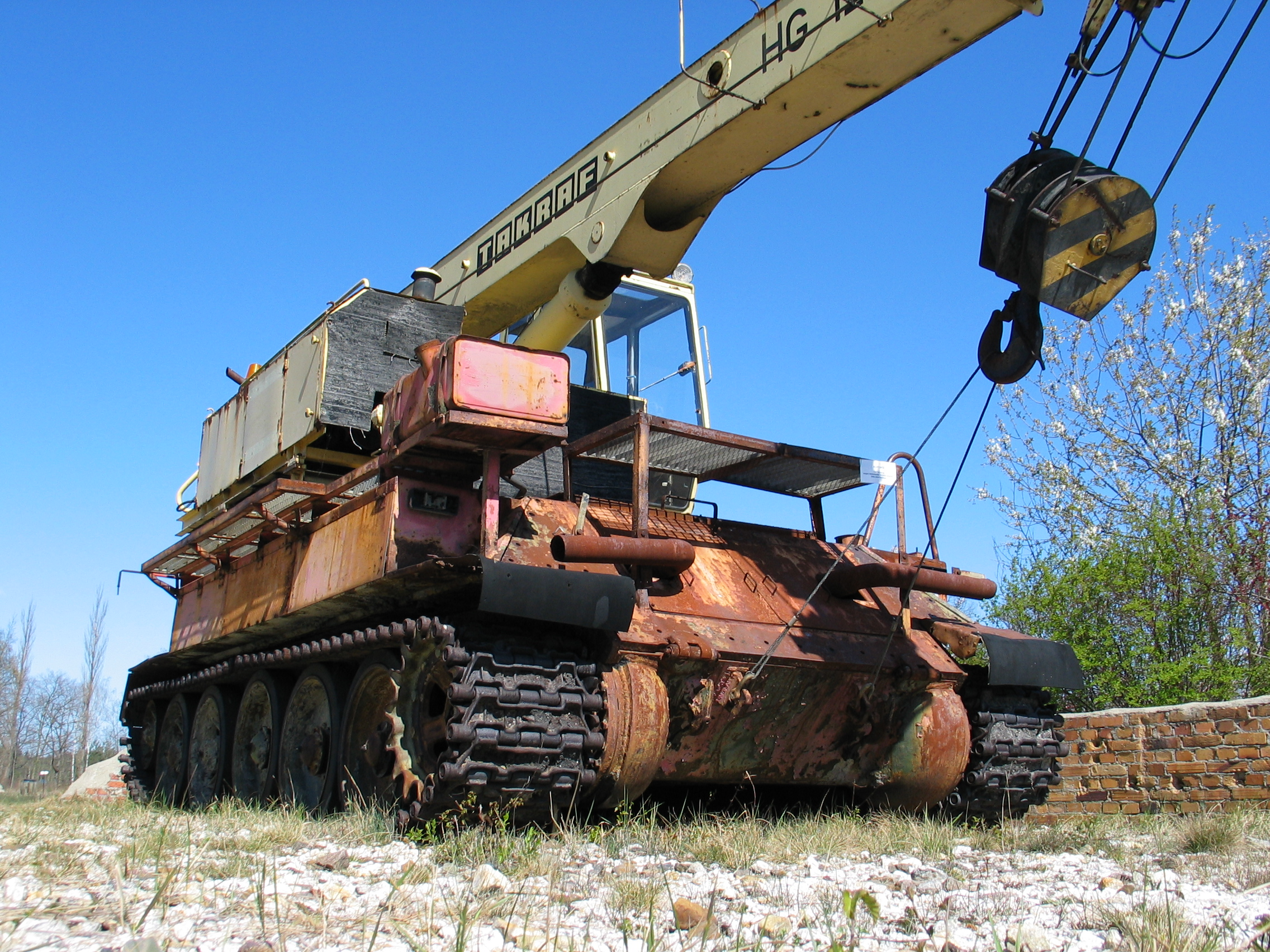
Oberwagen eines DDR-Autokrans auf einer T-34-Wanne

In der DDR wurden T-34 ab Ende der 1970er Jahre zu geländegängigen Kranwagen „HG 125“ = „Hebegerät 125“ für den Einsatz in Tagebauen umgebaut: Anstelle des Turms kam ein Oberwagen des ADK 125 auf die Wanne. Dessen Hydraulik wurde mit einem 75-PS-Robur-Motor angetrieben und das Führerhaus des Baggers UB 631 des VEB Nobas Nordhausen auf dem Oberwagen angebracht. Durch sein hohes Eigengewicht und eine zusätzliche Blockierung der Laufrollenfederung konnte dieses Kranfahrzeug ohne Abstützung arbeiten.

## Einsatzstaaten
- Europa
  - Albanien

T-34/85 der NVA (1952–1965)

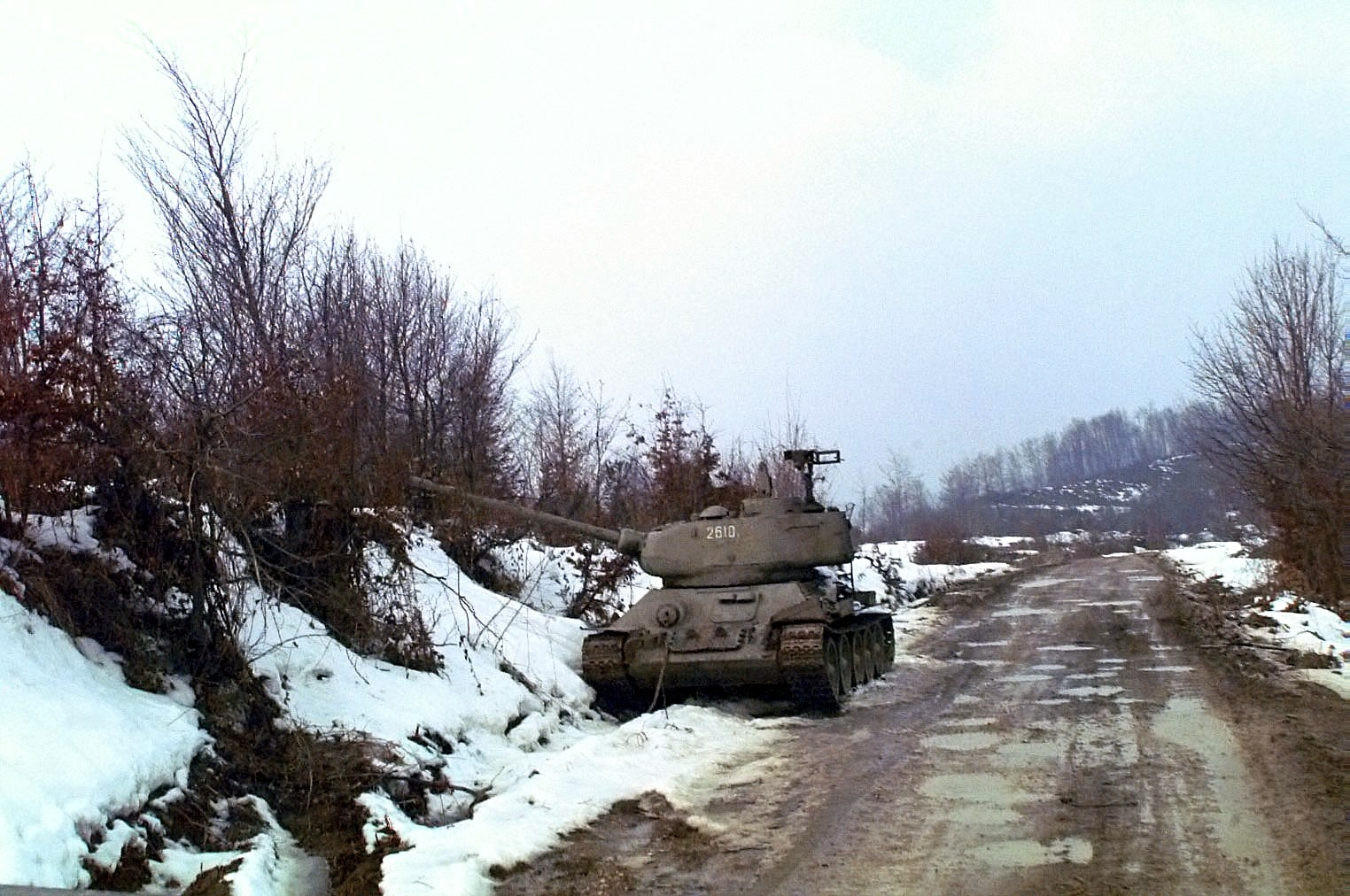
T-34/85 1996 im Einsatz in Bosnien

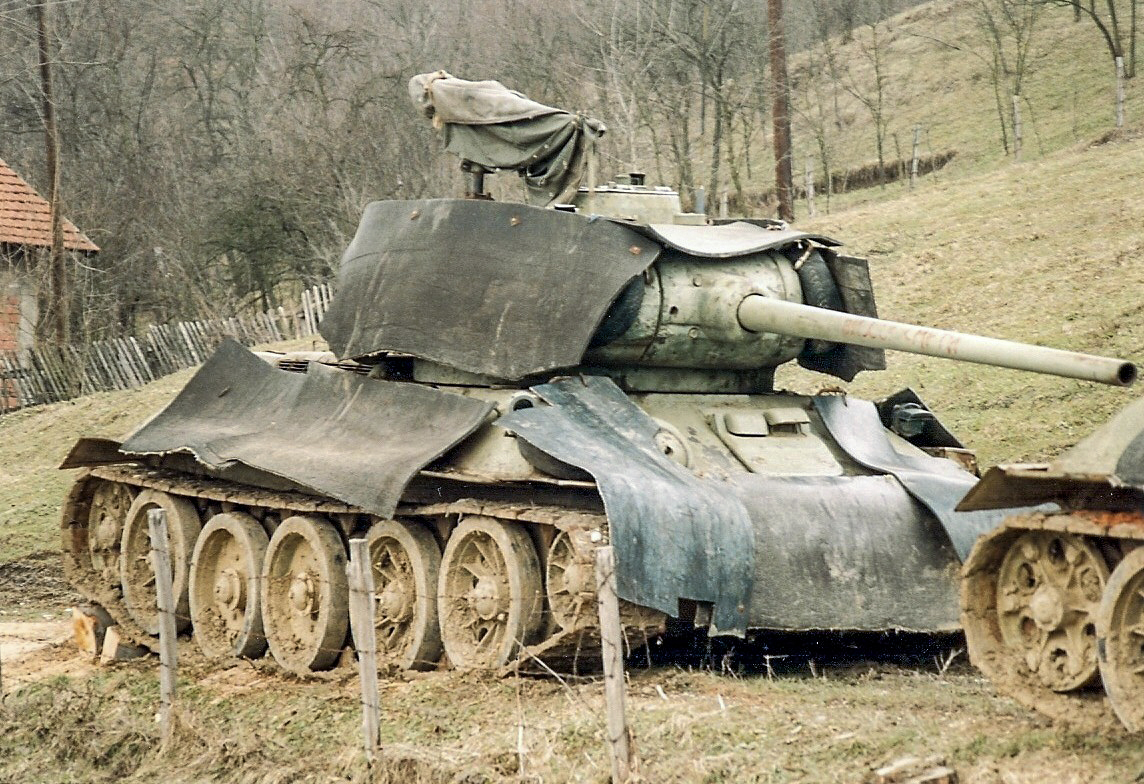
T-34/85 mit Gummimatten-Zusatzpanzerung, 1996 bei Doboj in Bosnien

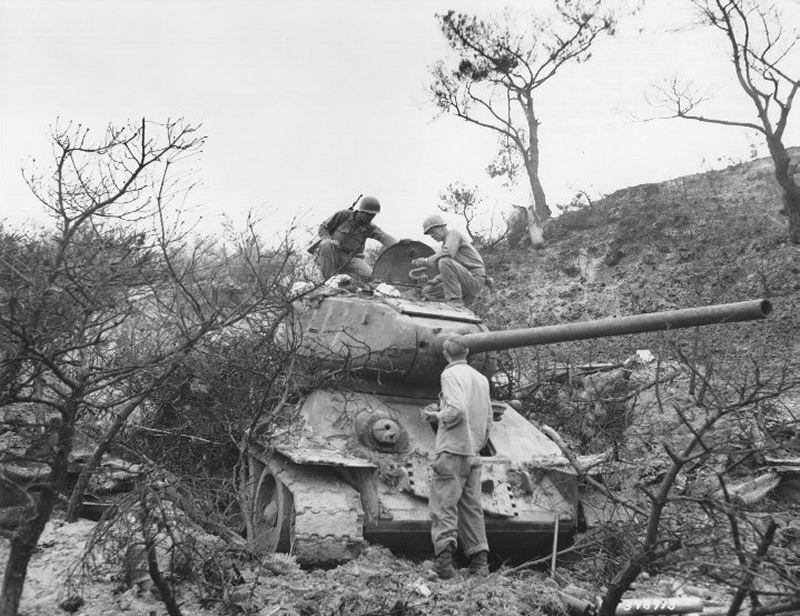
T-34/85, im Koreakrieg von der US-Armee erbeutet

  - Bulgarien (ab 1944 im Krieg eingesetzt)
  - Deutsches Reich (Beutepanzer im Zweiten Weltkrieg, bezeichnet als PzKw 747 (r))[17]
  - DDR (in der Kasernierten Volkspolizei und NVA, als Ziele bis 1990)
  - Finnland (Beutepanzer im Zweiten Weltkrieg und Nachkriegszeit)
  - Italien (Beutepanzer im Zweiten Weltkrieg)[25][26]
  - Österreich (Geschenk der Sowjetunion anlässlich der Neuaufstellung des Bundesheeres. Insgesamt 37 T-34-Panzer wurden übergeben.)[27]
  - Polen (ab 1942 oder 1943 bei den polnischen Streitkräften in der Sowjetunion eingesetzt, nach 1945 auch eigene Herstellung (T-34/85M1 & T-34/85M2))
  - Rumänien (ab 1944 im Krieg eingesetzt)
  - Sowjetunion
  - Tschechoslowakei (ab 1943 bei den tschechoslowakischen Streitkräfte in der Sowjetunion eingesetzt, nach 1945 eigene Herstellung (T-34-85CZ bzw. T-36))
  - Ungarn (erbeutet, ab 1946 auch an die Ungarische Volksarmee geliefert[28])
  - Zypern
  - Jugoslawien (u. a. eigene Herstellung (Teski Tenk Vozilo A) und die Nachfolgestaaten Slowenien, Kroatien, Bosnien und Herzegowina, Nordmazedonien und Serbien und Montenegro
  - Unabhängiger Staat Kroatien (erbeutet)[28]
  - Russische Befreiungsarmee (erbeutet)[28]
- Asien
  - Afghanistan
  - China (geplante eigene Herstellung als Type 58)
  - Indonesien
  - Irak
  - Nord- und Südjemen
  - Laos
  - Libanon
  - Mongolei
  - Nordkorea (Heer)
  - Syrien
  - Vietnam
- Afrika
  - Ägypten
  - Algerien
  - Angola
  - Äquatorial-Guinea
  - Äthiopien
  - Guinea
  - Guinea-Bissau
  - Kongo
  - Libyen
  - Mali
  - Mosambik
  - Simbabwe
  - Somalia
  - Sudan
  - Togo
- Amerika
  - Kuba